# Seznam sopek USA a Kanady
Toto je seznam sopek pevninských Spojených států amerických a Kanady.

## USA

### Washington
| Název            | Typ sopky       | Výška (m) | Poslední erupce            | Souřadnice                        |
| ---------------- | --------------- | --------- | -------------------------- | --------------------------------- |
| Mount Adams      | Stratovulkán    | 3 742     | 950                        | 46°12′ s. š., 121°29′24″ z. d.    |
| Mount Baker      | Stratovulkán    | 3 285     | 1880                       | 48°46′48″ s. š., 121°48′36″ z. d. |
| Glacier Peak     | Stratovulkán    | 3 213     | 1700 (± 100 let)           | 48°6′36″ s. š., 121°6′36″ z. d.   |
| Goat Rocks       | Vulkanické pole | 2 494     | Pleistocén                 | 46°29′24″ s. š., 121°24′36″ z. d. |
| Indian Heaven    | Vulkanické pole | 1 806     | 6250 př. n. l. (± 100 let) | 45°55′48″ s. š., 121°49′12″ z. d. |
| Mount Rainier    | Stratovulkán    | 4 392     | 1894                       | 46°51′ s. š., 121°45′36″ z. d.    |
| Mount St. Helens | Stratovulkán    | 2 549     | 2008                       | 46°12′ s. š., 122°10′48″ z. d.    |
| West Crater      | Vulkanické pole | 1 329     | 5750 př. n. l.             | 45°52′48″ s. š., 122°4′48″ z. d.  |

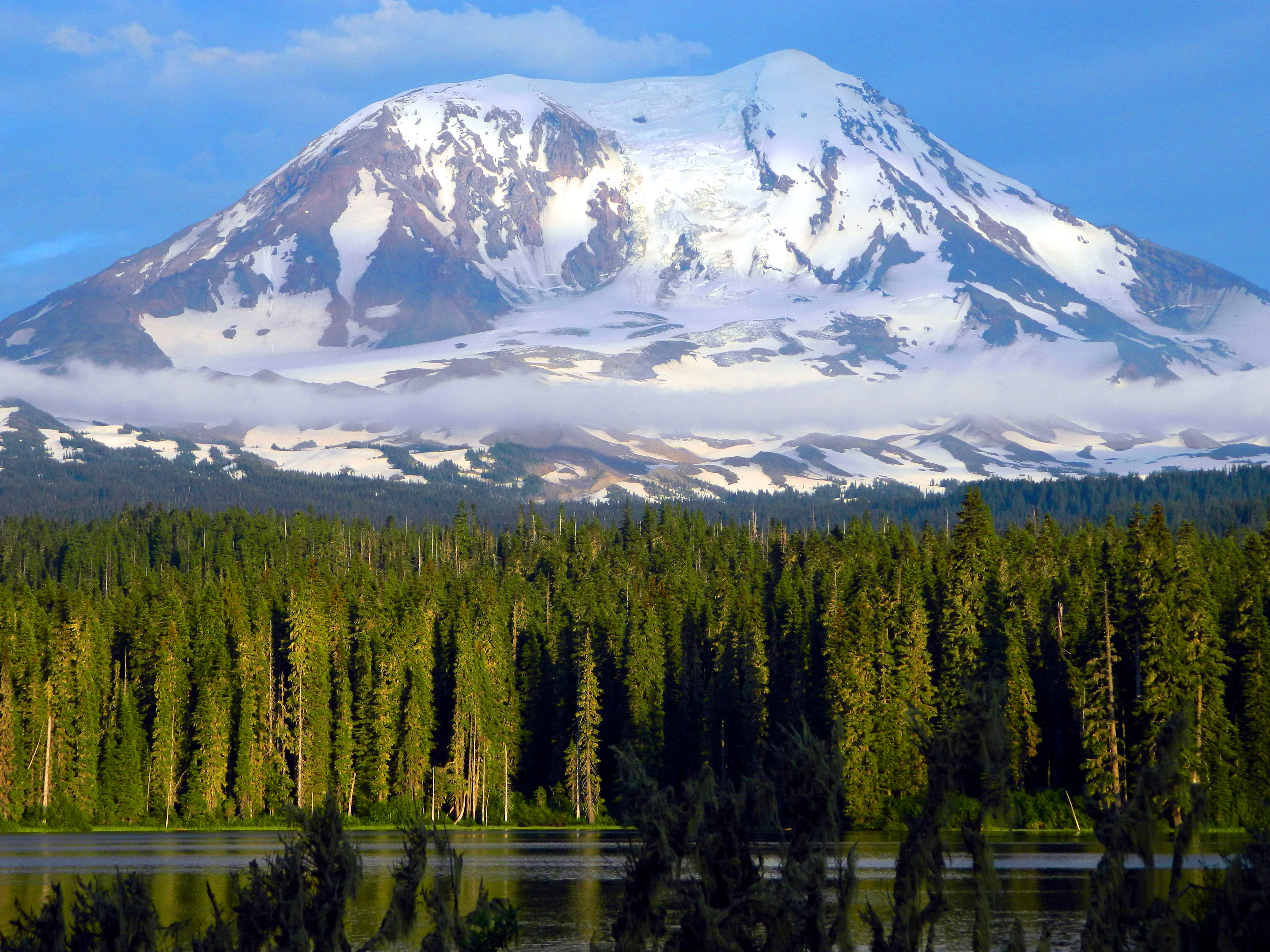
Mount Adams
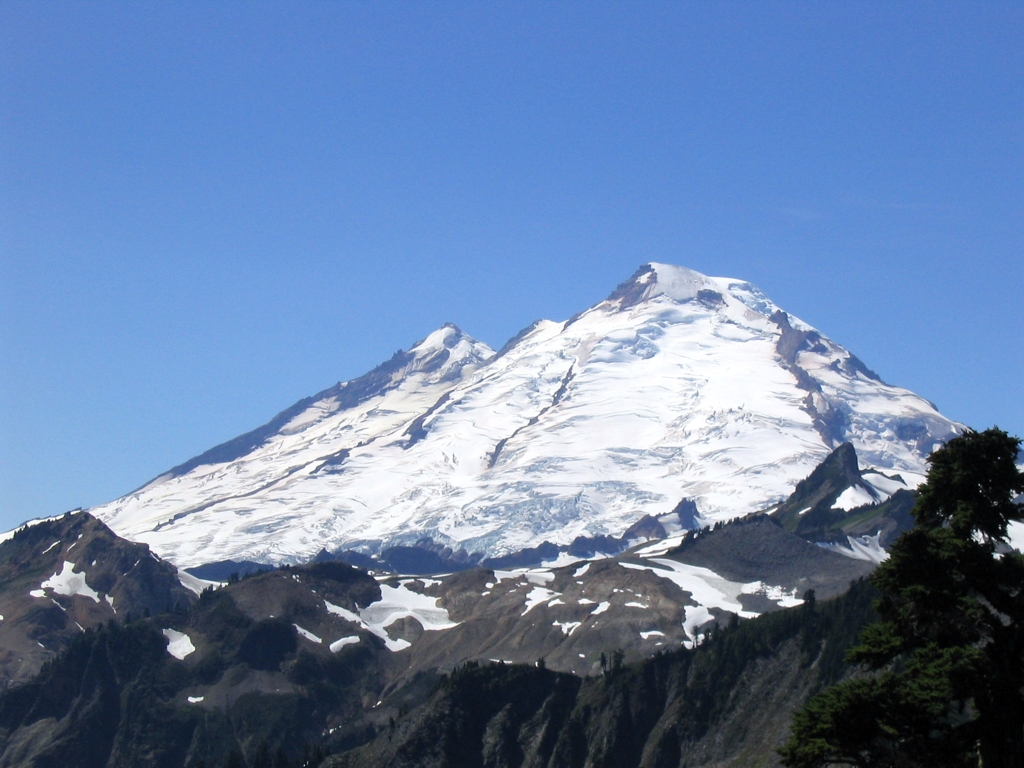
Mount Baker
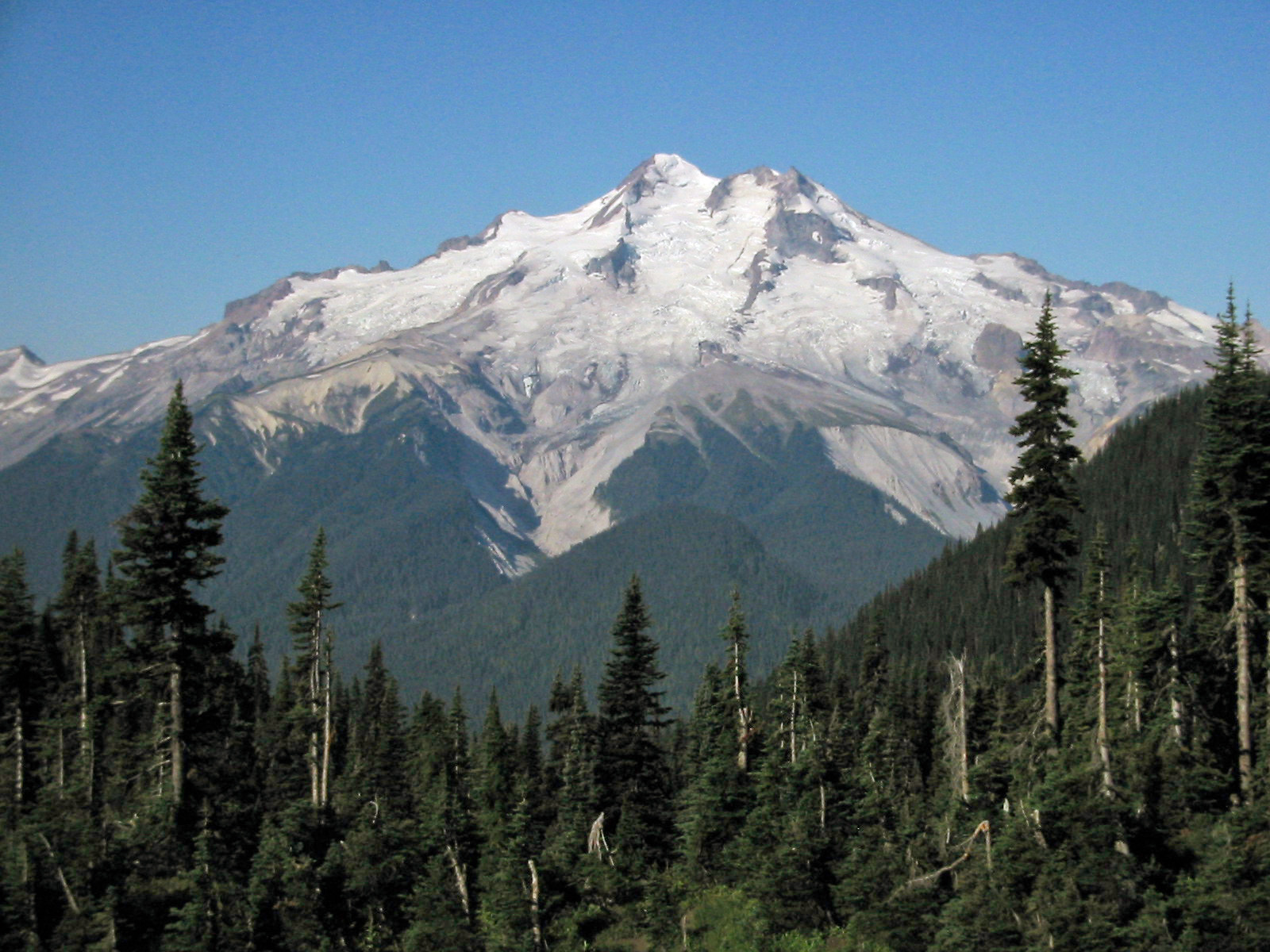
Glacier Peak
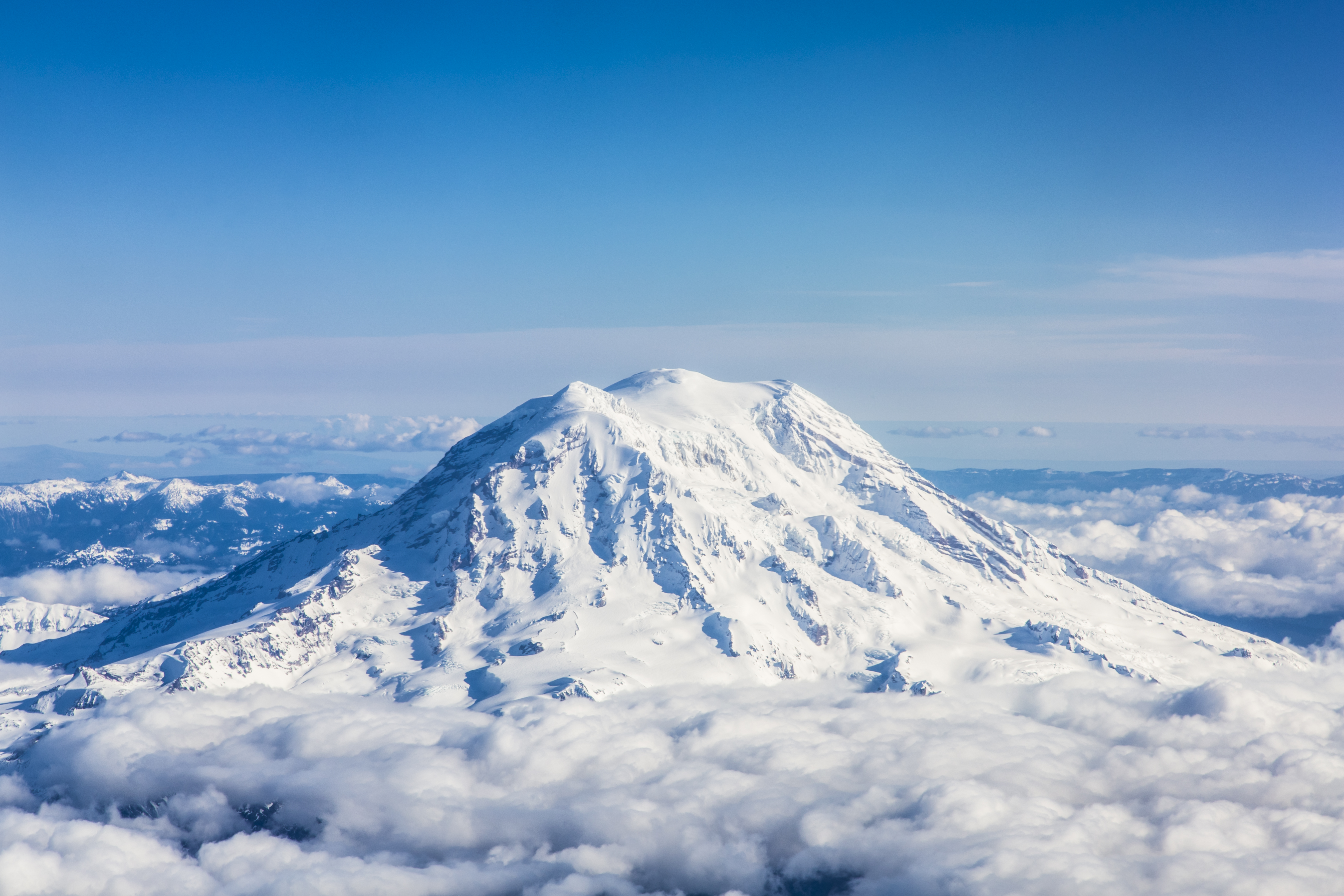
Mount Rainier
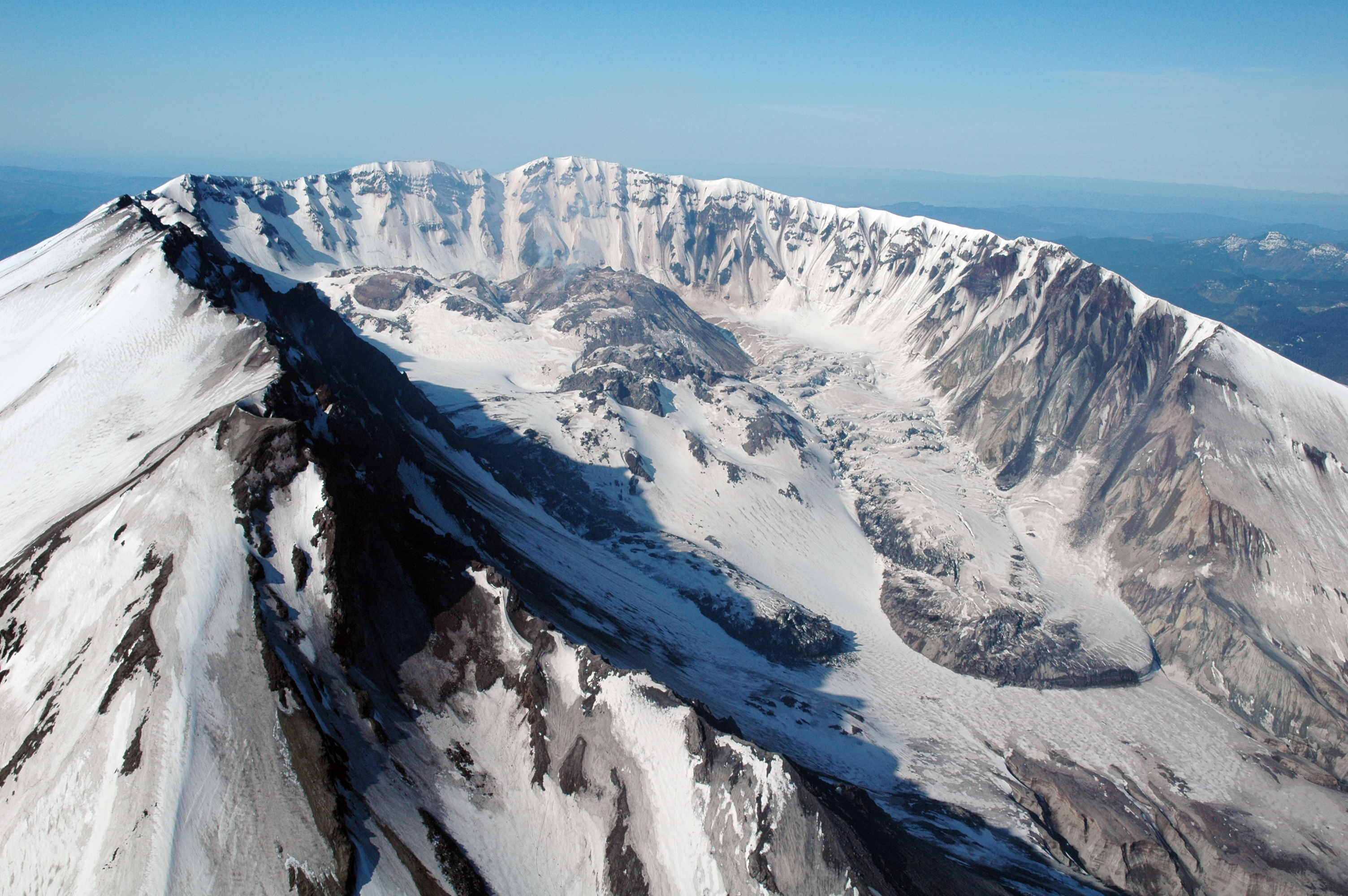
Mount St. Helens

### Oregon
| Název               | Typ sopky       | Výška (m) | Poslední erupce             | Souřadnice                        |
| ------------------- | --------------- | --------- | --------------------------- | --------------------------------- |
| Mount Bachelor      | Stratovulkán    | 2 763     | 5800 př. n. l. (± 1000 let) | 43°58′48″ s. š., 121°41′24″ z. d. |
| Mount Bailey        | Štítová sopka   | 2 553     | Pleistocén                  | 43°9′36″ s. š., 122°13′12″ z. d.  |
| Belknap Crater      | Štítová sopka   | 2 095     | 480                         | 44°17′24″ s. š., 121°50′24″ z. d. |
| Blue Lake Crater    | Maar            | 1 230     | 680 (± 200 let)             | 44°24′36″ s. š., 121°46′12″ z. d. |
| Boring Lava Field   | Vulkanické pole | 1 238     | Pleistocén                  | 45°18′ s. š., 122°30′ z. d.       |
| Broken Top          | Stratovulkán    | 2 797     | Pleistocén                  | 44°4′48″ s. š., 121°42′ z. d.     |
| Cinnamon Butte      | Sypaný kužel    | 1 956     | Holocén/Pleistocén          | 43°14′24″ s. š., 122°6′36″ z. d.  |
| Kráterové jezero    | Kaldera         | 2 487     | 2850 př. n. l.              | 42°55′48″ s. š., 122°7′12″ z. d.  |
| Davis Lake          | Vulkanické pole | 2 163     | 2790 př. n. l.              | 43°34′12″ s. š., 121°49′12″ z. d. |
| Devil's Garden      | Vulkanické pole | 1 698     | Pleistocén                  | 43°30′36″ s. š., 120°51′36″ z. d. |
| Diamond Craters     | Vulkanické pole | 1 435     | Holocén                     | 43°6′ s. š., 118°45′ z. d.        |
| Diamond Peak        | Štítová sopka   | 2 665     | Pleistocén                  | 43°31′12″ s. š., 122°9′ z. d.     |
| Four Craters        | Vulkanické pole | 1 501     | Pleistocén                  | 43°21′36″ s. š., 120°40′12″ z. d. |
| Mount Hood          | Stratovulkán    | 3 426     | 1866                        | 45°22′12″ s. š., 121°41′24″ z. d. |
| Mount Jefferson     | Stratovulkán    | 3 199     | 950                         | 44°40′12″ s. š., 121°48′ z. d.    |
| Jordan Craters      | Vulkanické pole | 1 473     | 1250 př. n. l.              | 43°9′ s. š., 117°27′36″ z. d.     |
| Mount McLoughlin    | Stratovulkán    | 2 894     | Pleistocén                  | 42°26′24″ s. š., 122°19′12″ z. d. |
| Middle Sister       | Stratovulkán    | 3 063     | Pleistocén                  | 44°9′ s. š., 121°46′48″ z. d.     |
| Newberry            | Kaldera         | 2 435     | 690 (± 100 let)             | 43°43′12″ s. š., 121°13′48″ z. d. |
| North Sister        | Stratovulkán    | 3 074     | 440 (± 150 let)             | 44°10′12″ s. š., 121°46′12″ z. d. |
| Sand Mountain       | Vulkanické pole | 1 664     | 70 (± 150 let)              | 44°22′48″ s. š., 121°55′48″ z. d. |
| Mount Scott         | Stratovulkán    | 2 721     | Pleistocén                  | 42°55′12″ s. š., 122°1′12″ z. d.  |
| South Sister        | Stratovulkán    | 3 157     | 50 př. n. l.                | 44°6′ s. š., 121°46′12″ z. d.     |
| Squaw Ridge         | Vulkanické pole | 1 711     | Pleistocén                  | 43°28′12″ s. š., 120°45′ z. d.    |
| Mount Thielsen      | Štítová sopka   | 2 799     | Pleistocén                  | 43°9′ s. š., 122°4′12″ z. d.      |
| Three Fingered Jack | Štítová sopka   | 2 391     | Pleistocén                  | 44°28′48″ s. š., 121°50′24″ z. d. |
| Mount Washington    | Štítová sopka   | 2 376     | Pleistocén                  | 44°19′48″ s. š., 121°50′24″ z. d. |

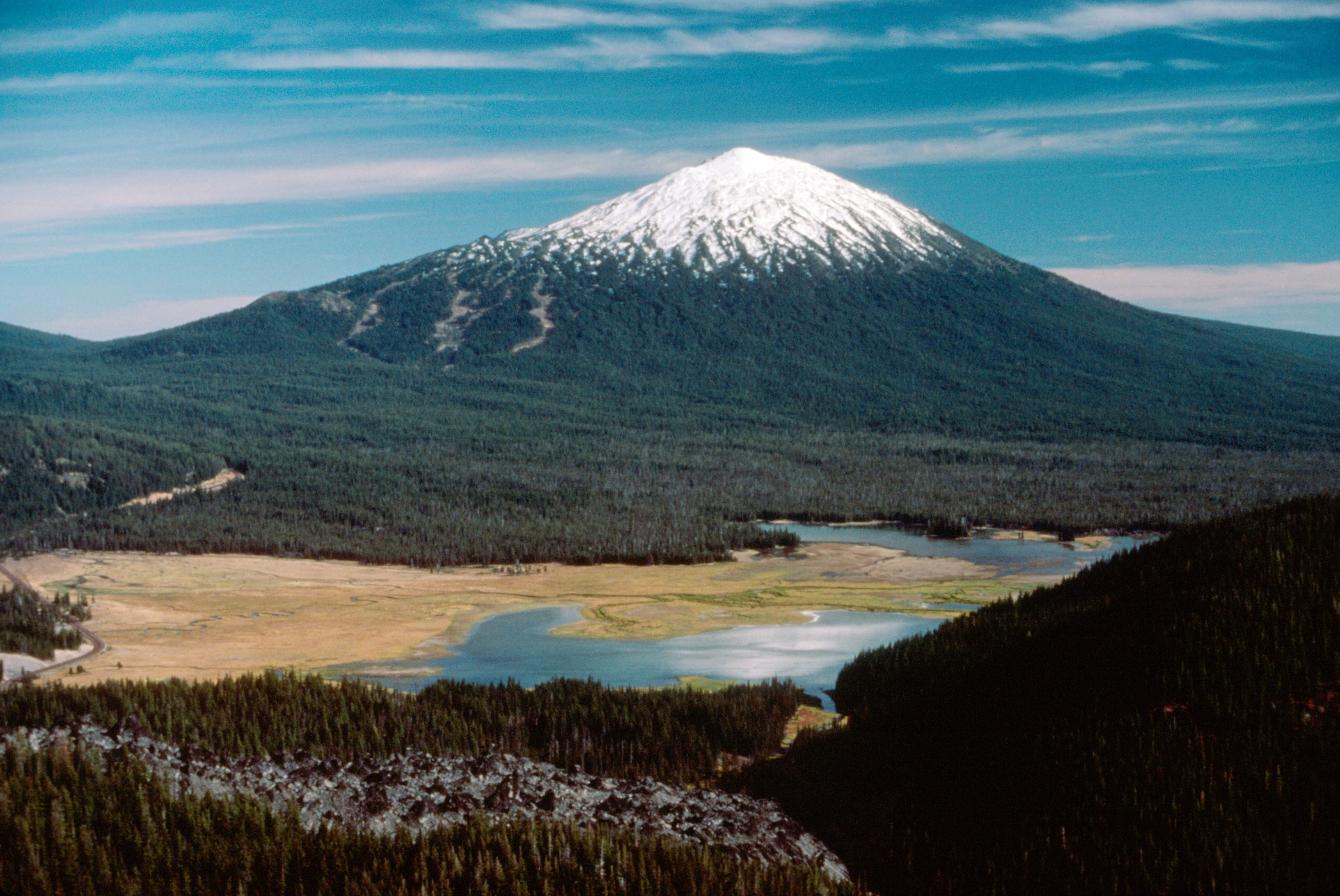
Mount Bachelor
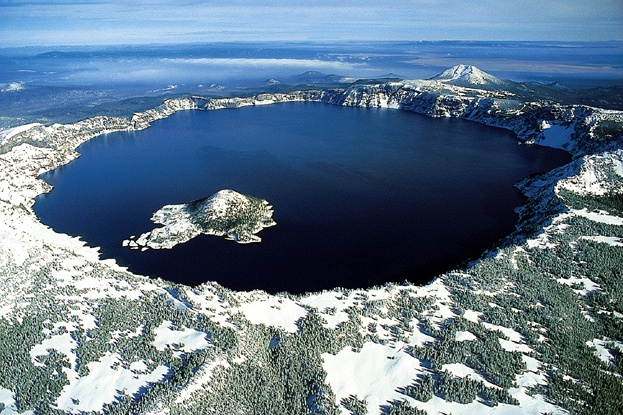
Crater Lake
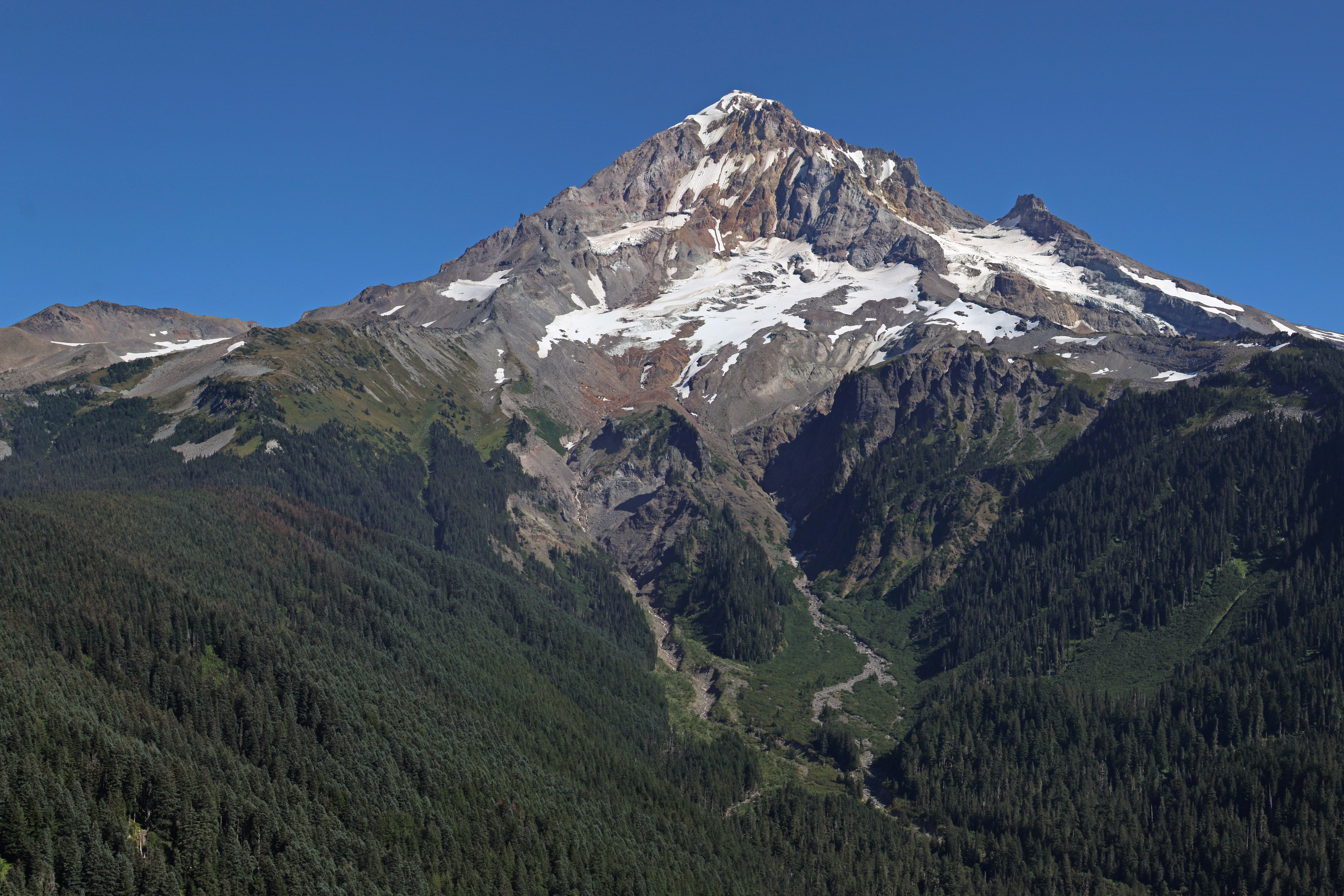
Mount Hood
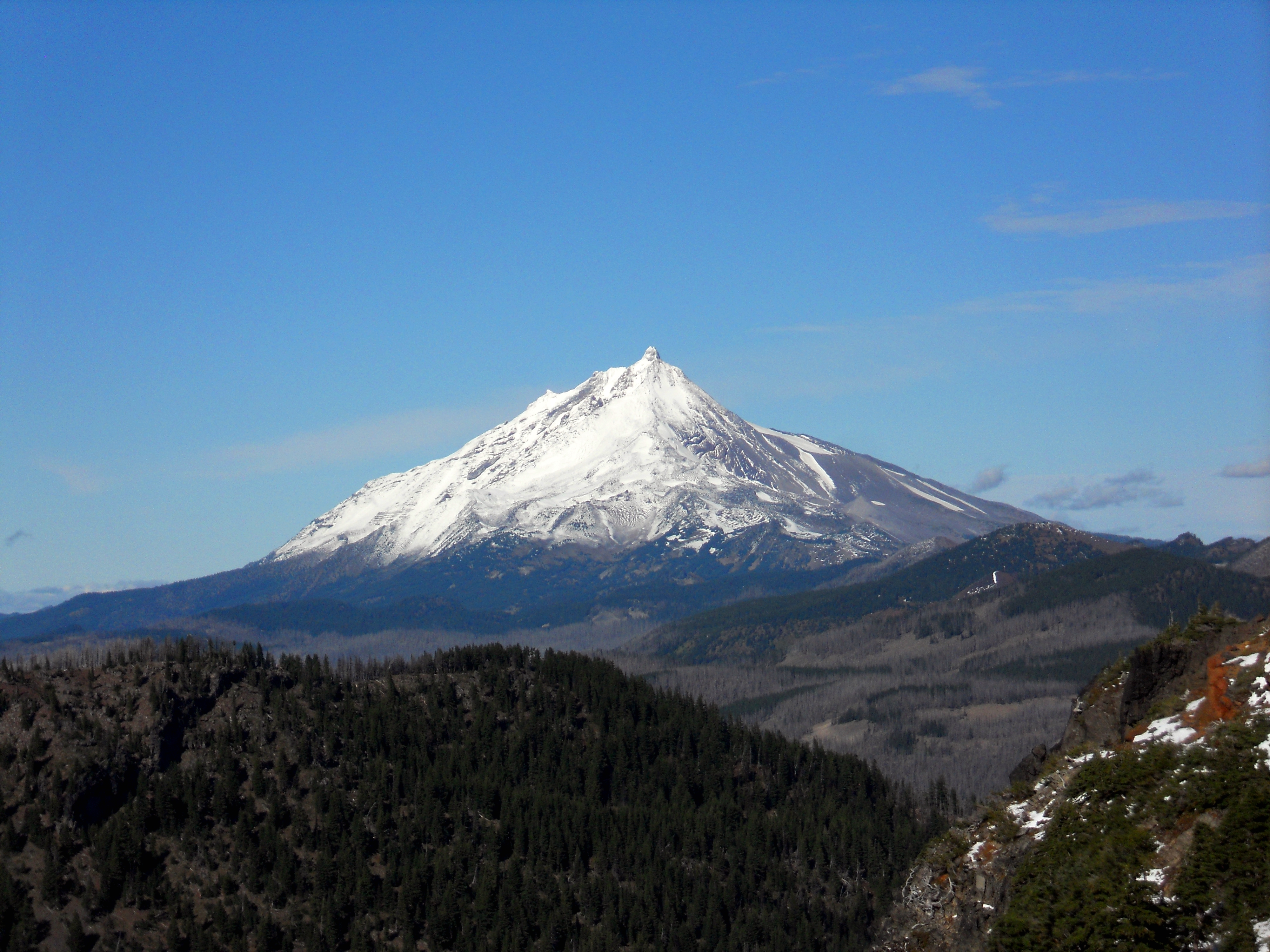
Mount Jefferson
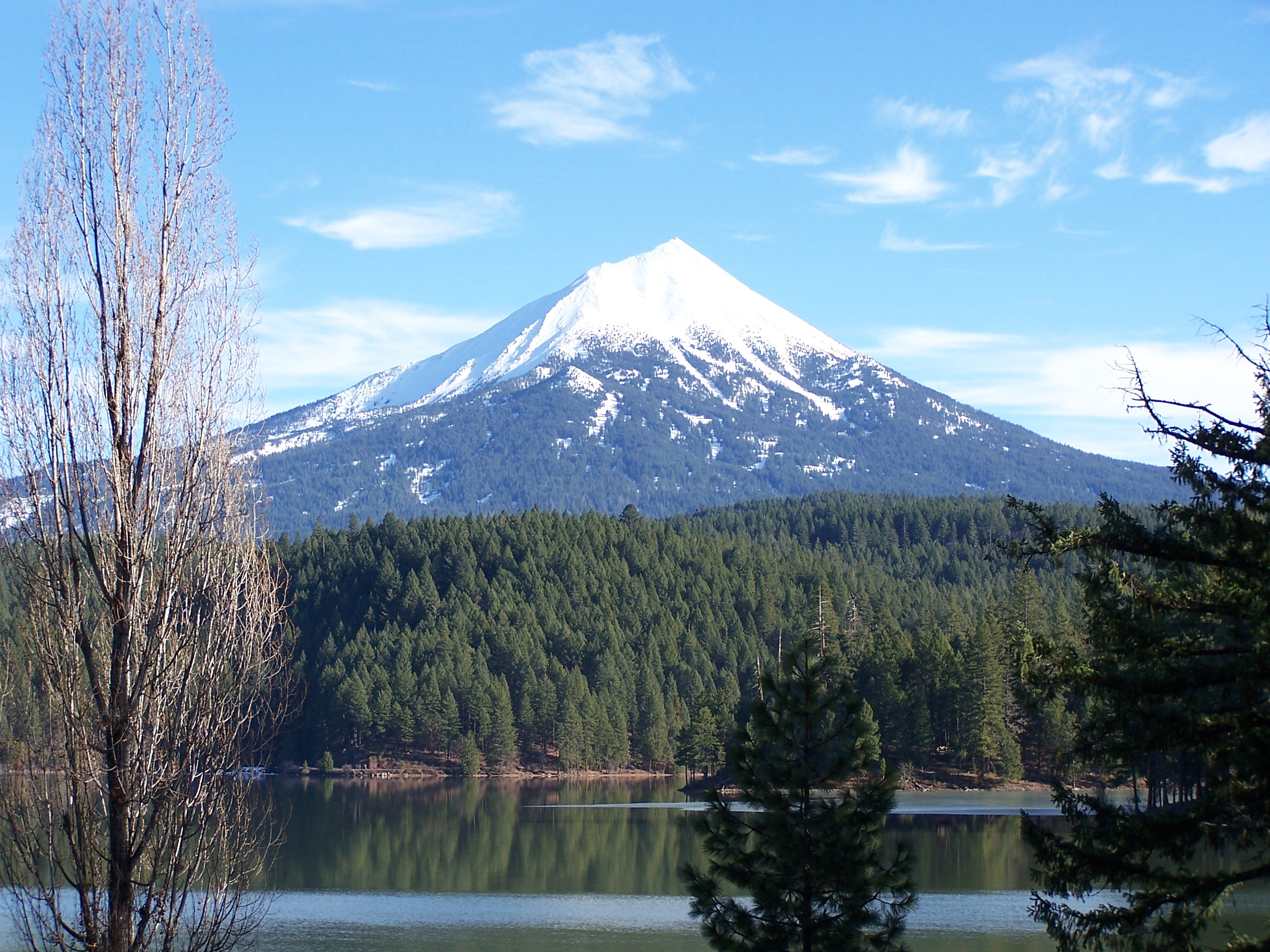
Mount McLoughlin
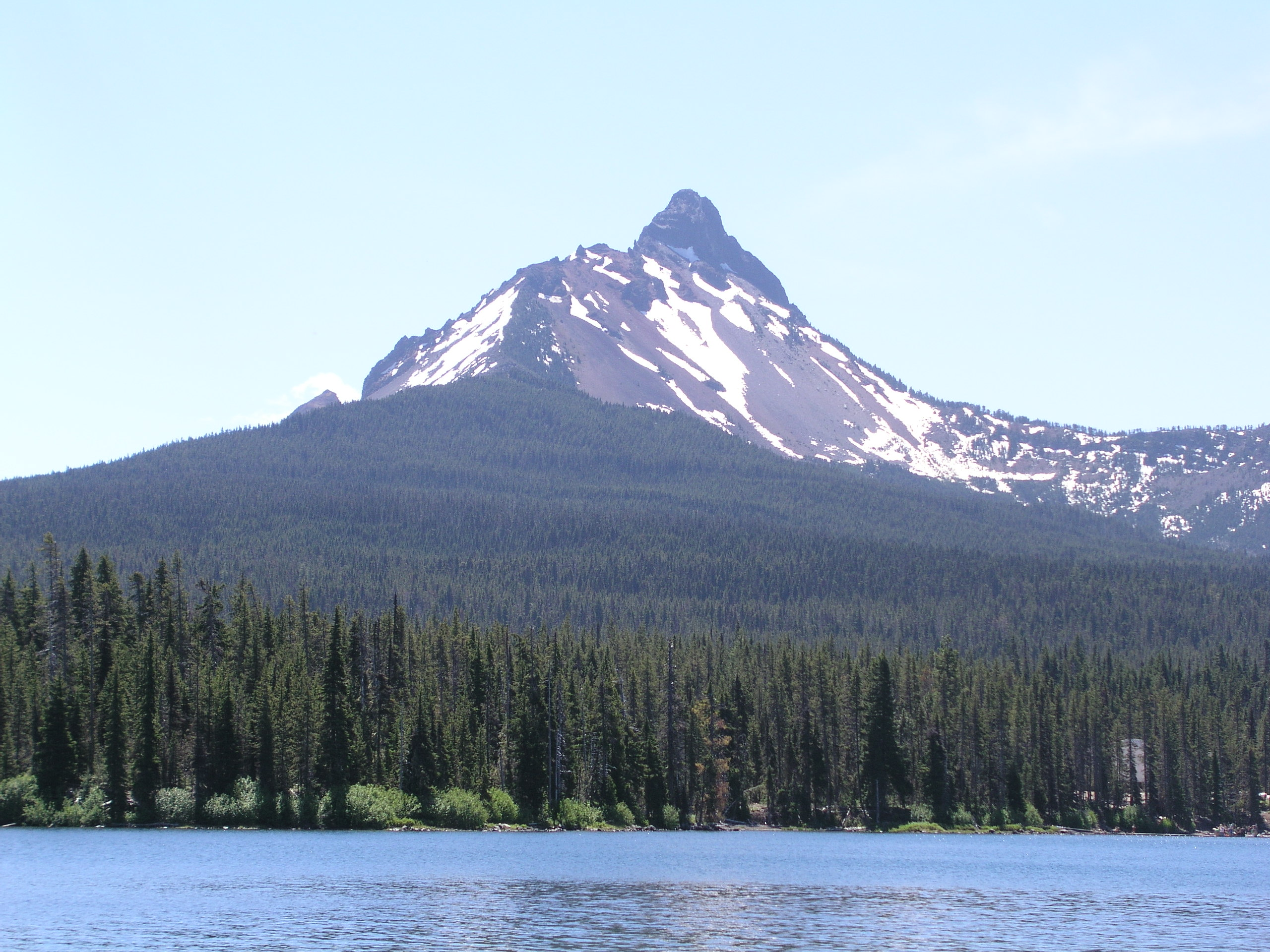
Mount Washington

### Kalifornie
| Název              | Typ sopky       | Výška (m) | Poslední erupce             | Souřadnice                        |
| ------------------ | --------------- | --------- | --------------------------- | --------------------------------- |
| Amboy Crater       | Sypaný kužel    | 288       | Holocén                     | 34°33′ s. š., 115°46′48″ z. d.    |
| Brushy Butte       | Štítová sopka   | 1 174     | Pleistocén                  | 41°10′48″ s. š., 121°26′24″ z. d. |
| Clear Lake         | Vulkanické pole | 1 439     | Pleistocén                  | 38°58′12″ s. š., 122°46′12″ z. d. |
| Coso               | Lávový dóm      | 2 400     | Pleistocén                  | 36°1′48″ s. š., 117°49′12″ z. d.  |
| Eagle Lake         | Riftová zóna    | 1 652     | Pleistocén                  | 40°37′48″ s. š., 120°49′48″ z. d. |
| Golden Trout Creek | Vulkanické pole | 2 886     | 5500 př. n. l. (± 1000 let) | 36°21′36″ s. š., 118°19′12″ z. d. |
| Inyo Craters       | Lávový dóm      | 2 629     | 1380 (± 50 let)             | 37°41′24″ s. š., 119°1′1″ z. d.   |
| Lassen Peak        | Stratovulkán    | 3 187     | 1917                        | 40°29′24″ s. š., 121°30′36″ z. d. |
| Long Valley        | Kaldera         | 3 390     | Pleistocén                  | 37°42′ s. š., 118°52′12″ z. d.    |
| Mammoth Mountain   | Lávový dóm      | 3 369     | 1260 (± 40 let)             | 37°37′48″ s. š., 119°1′48″ z. d.  |
| Medicine Lake      | Štítová sopka   | 2 412     | 1080 (± 25 let)             | 41°36′36″ s. š., 121°33′ z. d.    |
| Mono Craters       | Lávový dóm      | 2 796     | 1350 (± 20 let)             | 37°52′48″ s. š., 119° z. d.       |
| Mono Lake          | Sypaný kužel    | 2 121     | 1790 (± 75 let)             | 38° s. š., 119°1′48″ z. d.        |
| Salton Buttes      | Lávový dóm      | -40       | 6450 př. n. l.              | 33°12′ s. š., 115°37′12″ z. d.    |
| Mount Shasta       | Stratovulkán    | 4 1317    | 1786                        | 41°24′36″ s. š., 122°11′24″ z. d. |
| Tumble Buttes      | Sypaný kužel    | 2 191     | Pleistocén                  | 40°40′48″ s. š., 121°33′ z. d.    |
| Twin Buttes        | Sypaný kužel    | 1 631     | Pleistocén                  | 40°46′48″ s. š., 121°35′24″ z. d. |
| Ubehebe Crater     | Maar            | 752       | 4050 př. n. l.              | 37°1′12″ s. š., 117°16′48″ z. d.  |

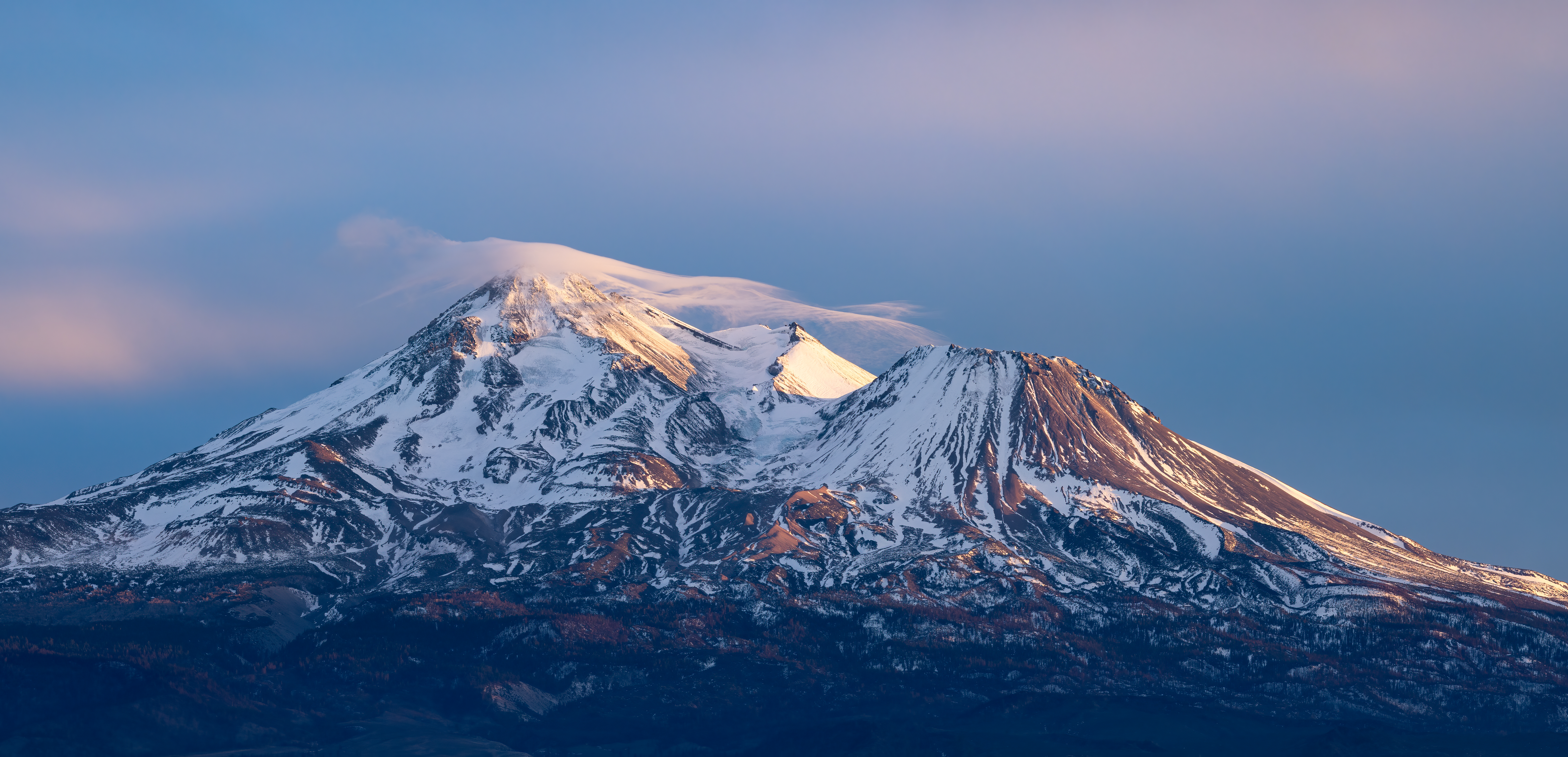
Mount Shasta
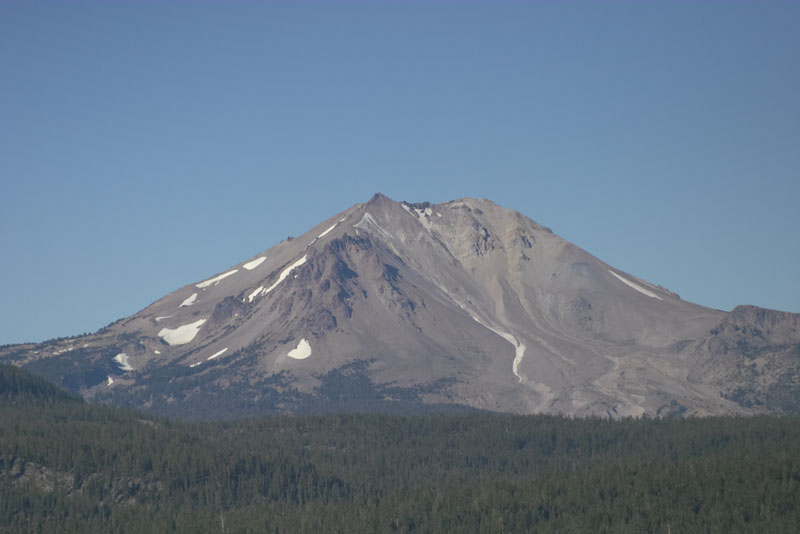
Lassen Peak
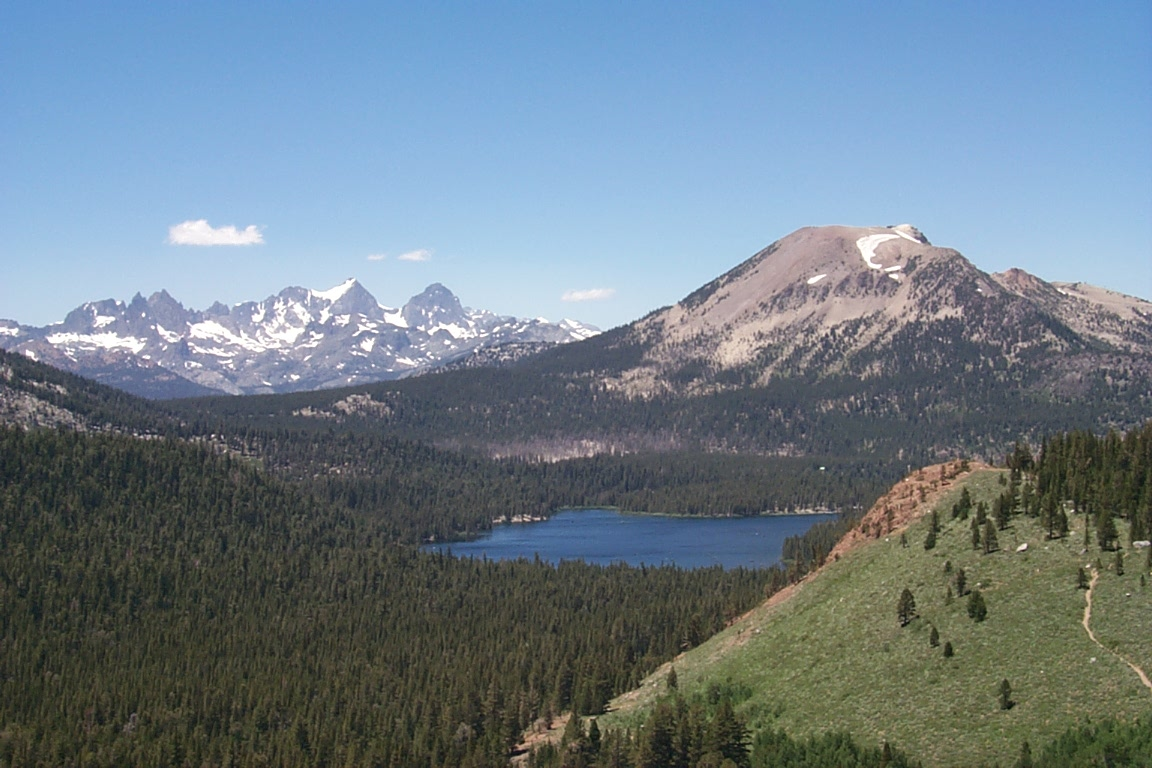
Mammoth Mountain

### Wyoming
| Název                 | Typ sopky | Výška (m) | Poslední erupce     | Souřadnice                        |
| --------------------- | --------- | --------- | ------------------- | --------------------------------- |
| Yellowstonská kaldera | Kaldera   | 2 805     | před 70 tisíci lety | 44°25′48″ s. š., 110°40′12″ z. d. |

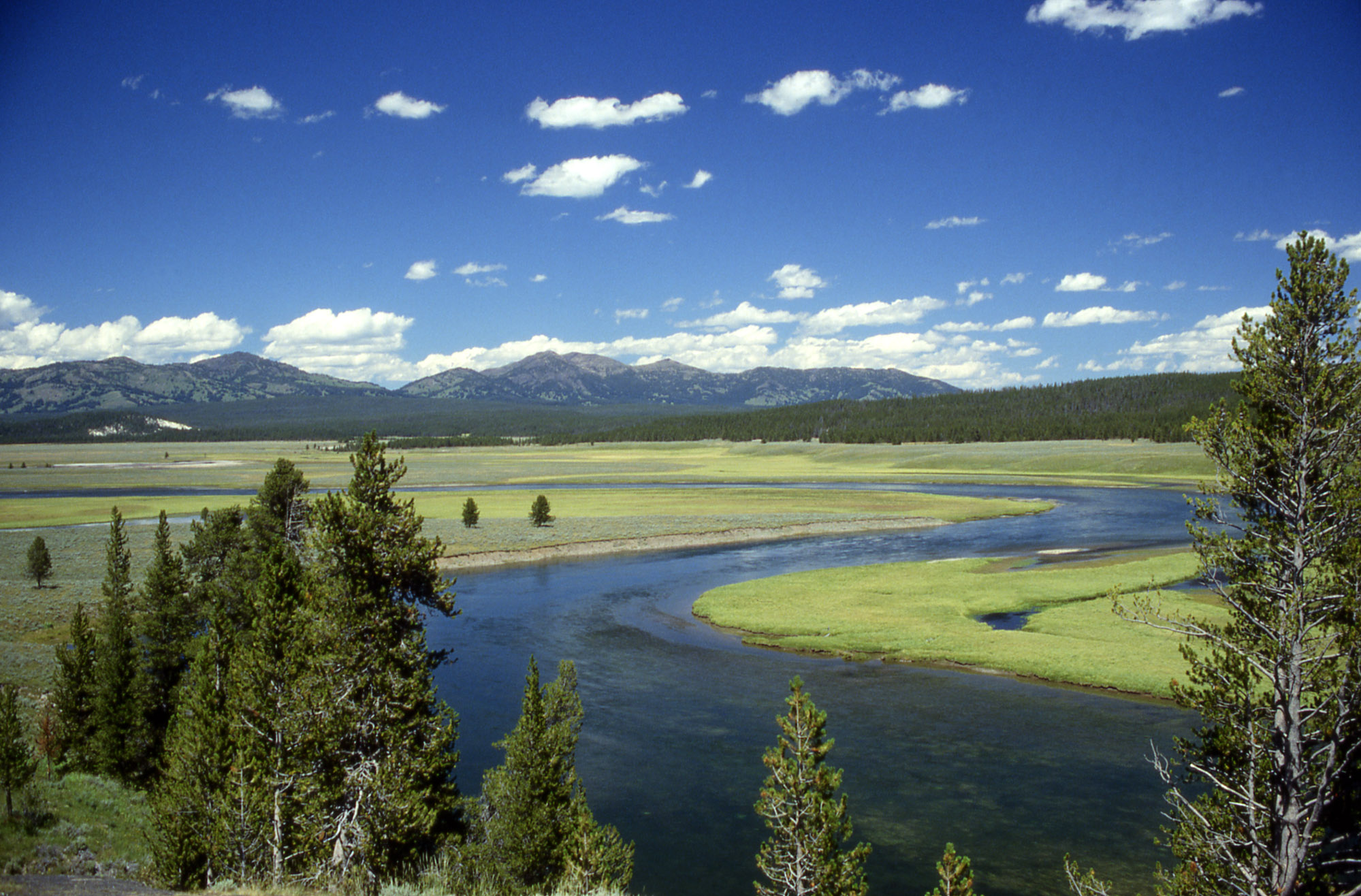
Yellowstonská kaldera

### Arizona
| Název         | Typ sopky       | Výška (m) | Poslední erupce | Souřadnice                       |
| ------------- | --------------- | --------- | --------------- | -------------------------------- |
| Sunset Crater | Sypaný kužel    | 2 447     | 1075 (± 25 let) | 35°22′12″ s. š., 111°30′ z. d.   |
| Uinkaret      | Vulkanické pole | 1 555     | 1100 (± 75 let) | 36°22′48″ s. š., 113°7′48″ z. d. |

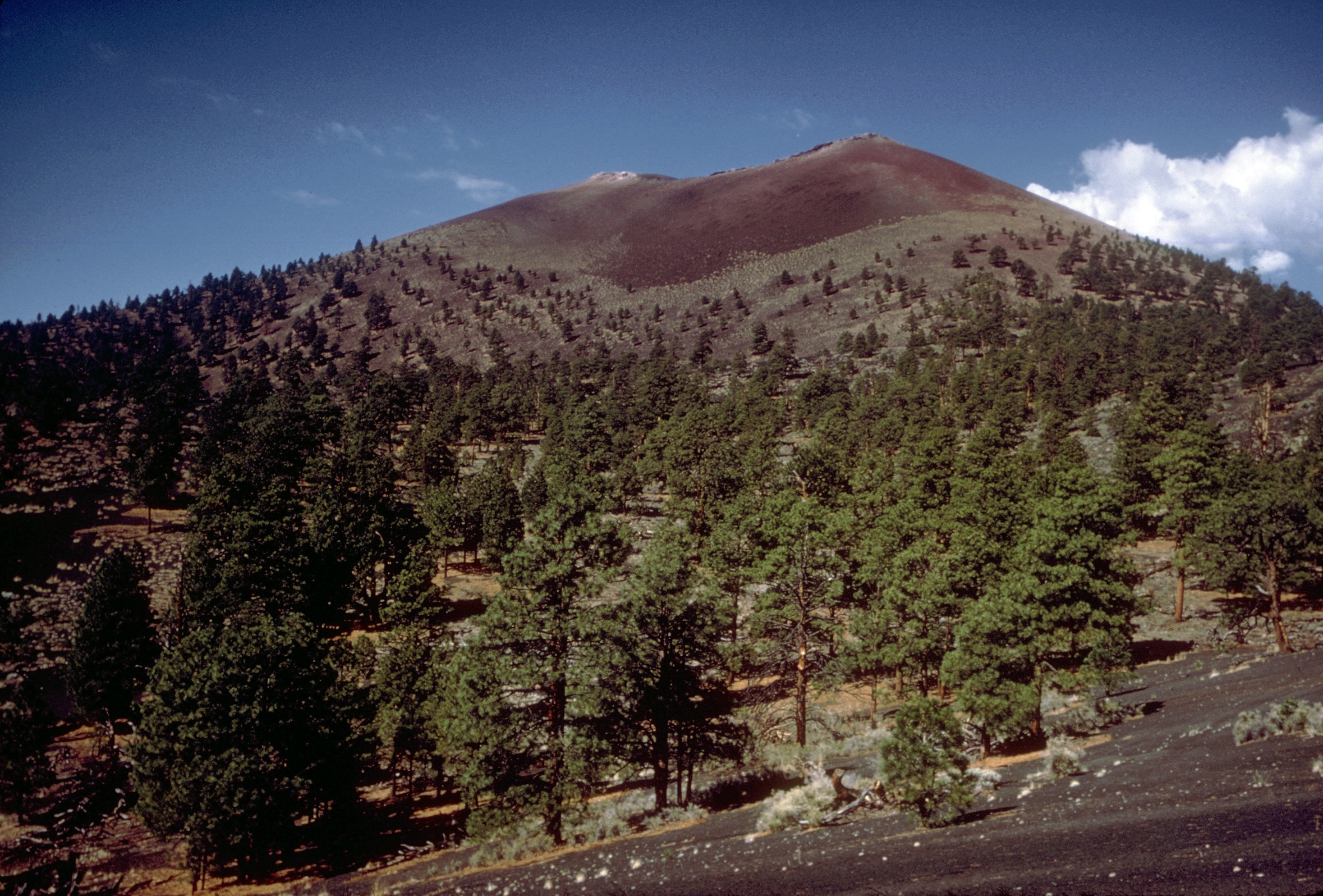
Sunset Crater
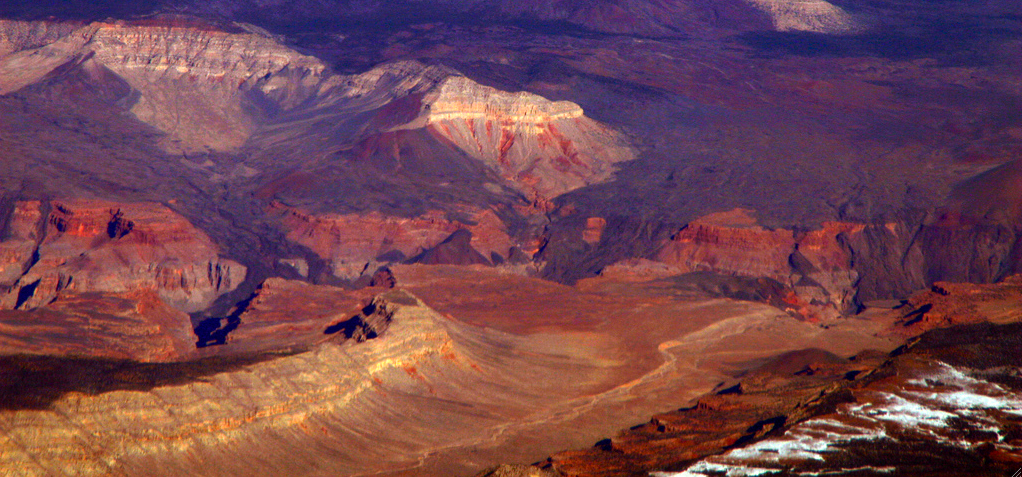
Uinkaret

### Colorado
| Název   | Typ sopky | Výška (m) | Poslední erupce            | Souřadnice                       |
| ------- | --------- | --------- | -------------------------- | -------------------------------- |
| Dotsero | Maar      | 2 230     | 2200 př. n. l. (± 300 let) | 39°39′36″ s. š., 107°2′24″ z. d. |

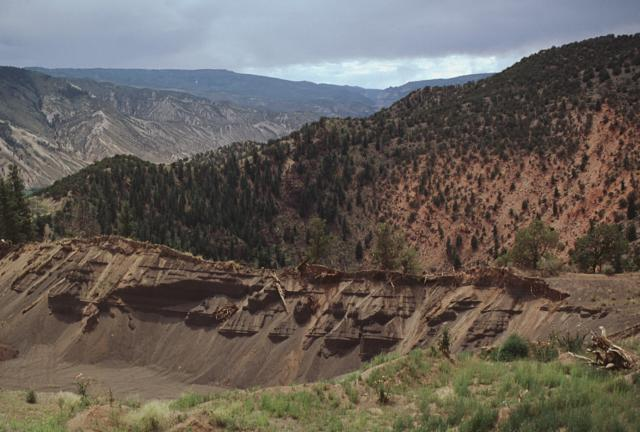
Dotsero

### Idaho
| Název               | Typ sopky       | Výška (m) | Poslední erupce            | Souřadnice                        |
| ------------------- | --------------- | --------- | -------------------------- | --------------------------------- |
| Craters of the Moon | Vulkanické pole | 2 005     | 130 př. n. l. (± 50 let)   | 43°25′12″ s. š., 113°30′ z. d.    |
| Hell’s Half Acre    | Štítová sopka   | 1 631     | 3250 (± 150 let)           | 43°30′ s. š., 112°27′ z. d.       |
| Shoshone            | Štítová sopka   | 1 478     | 8400 př. n. l. (± 300 let) | 43°10′48″ s. š., 114°21′ z. d.    |
| Wapi                | Vulkanické pole | 1 604     | 300 př. n. l.              | 42°52′48″ s. š., 113°13′12″ z. d. |

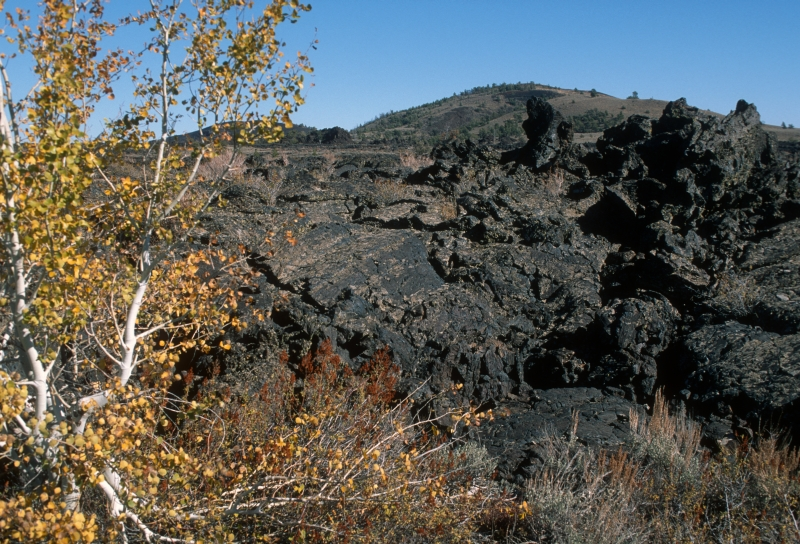
Craters of the Moon
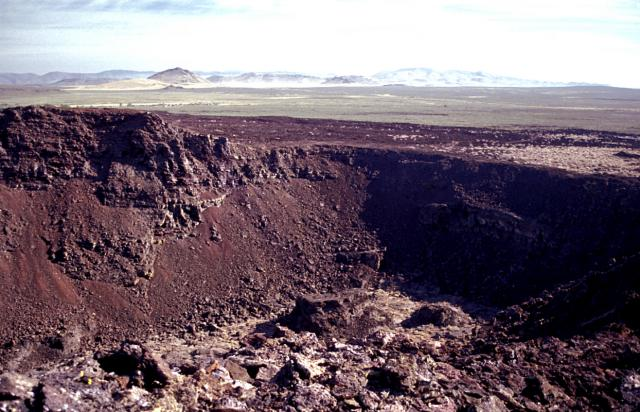
Shoshone

### Nevada

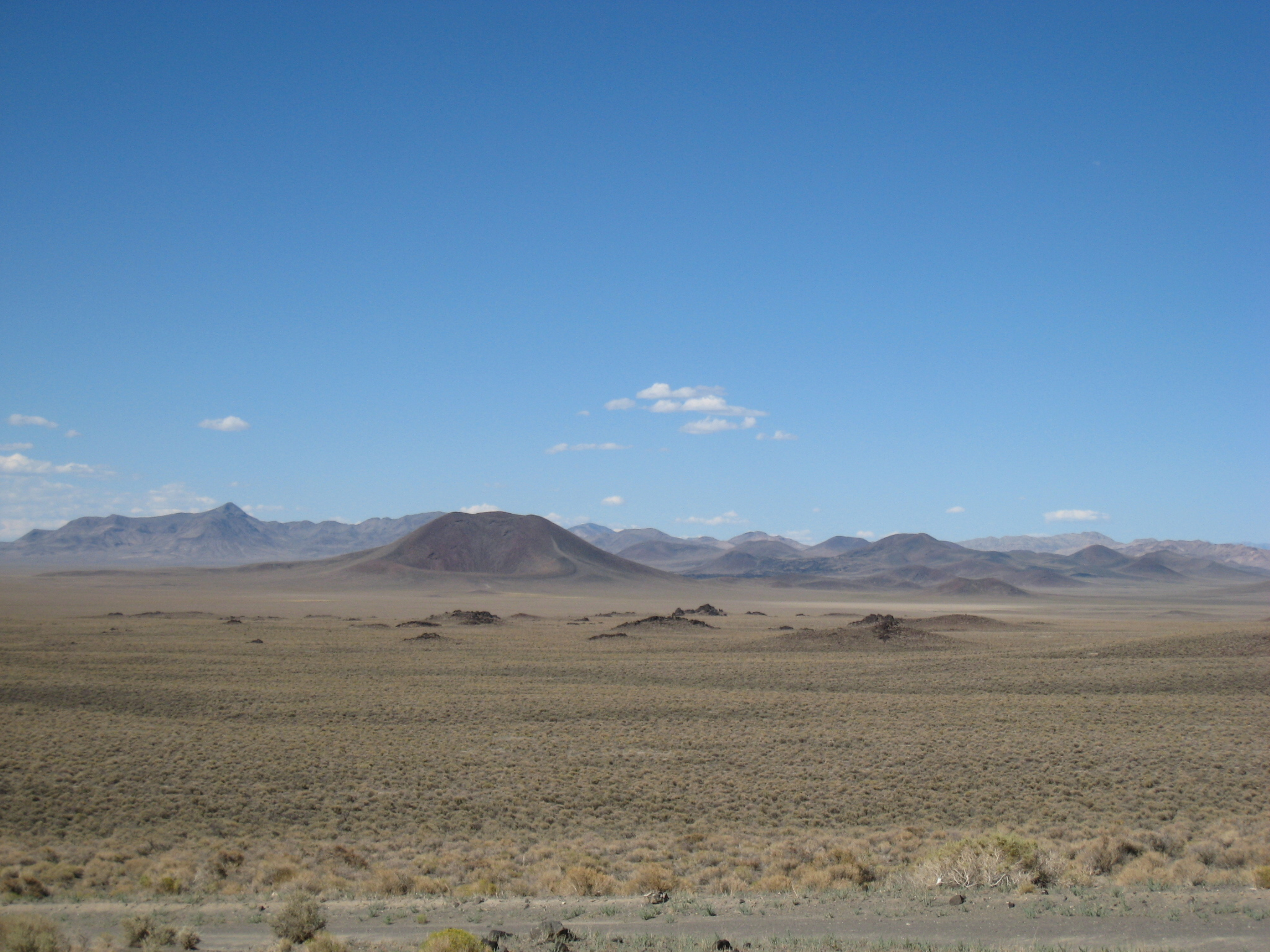
Lunar Crater

| Název             | Typ sopky       | Výška (m) | Poslední erupce | Souřadnice                        |
| ----------------- | --------------- | --------- | --------------- | --------------------------------- |
| Buffalo Valley    | Vulkanické pole | 1750      | Pleistocén      | 40°21′ s. š., 117°18′ z. d.       |
| Clayton Valley    | Sypaný kužel    | 1 490     | Pleistocén      | 37°49′12″ s. š., 117°38′24″ z. d. |
| Lunar Crater      | Vulkanické pole | 2 255     | Pleistocén      | 38°15′ s. š., 116°3′ z. d.        |
| Sheldon-Antelope  | Vulkanické pole | ?         | Pleistocén      | 41°48′ s. š., 119°6′ z. d.        |
| Soda Lakes        | Maar            | 1 251     | Holocén         | 39°31′48″ s. š., 118°52′12″ z. d. |
| Steamboat Springs | Vulkanické pole | 1 415     | Pleistocén      | 39°22′48″ s. š., 119°43′12″ z. d. |
| Timber Mountain   | Vulkanické pole | 1 675     | Pleistocén      | 37°6′ s. š., 116°30′ z. d.        |

- Lunar Crater

### Nové Mexiko
| Název        | Typ sopky       | Výška (m) | Poslední erupce            | Souřadnice                        |
| ------------ | --------------- | --------- | -------------------------- | --------------------------------- |
| Carrizozo    | Vulkanické pole | 1 731     | 3250 př. n. l. (± 500 let) | 33°46′48″ s. š., 105°55′48″ z. d. |
| Mount Taylor | Stratovulkán    | 3 445     | Pleistocén                 | 35°14′24″ s. š., 107°36′36″ z. d. |
| Valles       | Kaldera         | 3 430     | Pleistocén                 | 35°52′12″ s. š., 106°34′12″ z. d. |
| Zuni-Bandera | Vulkanické pole | 2 550     | 1170 př. n. l. (± 300 let) | 34°48′ s. š., 108° z. d.          |

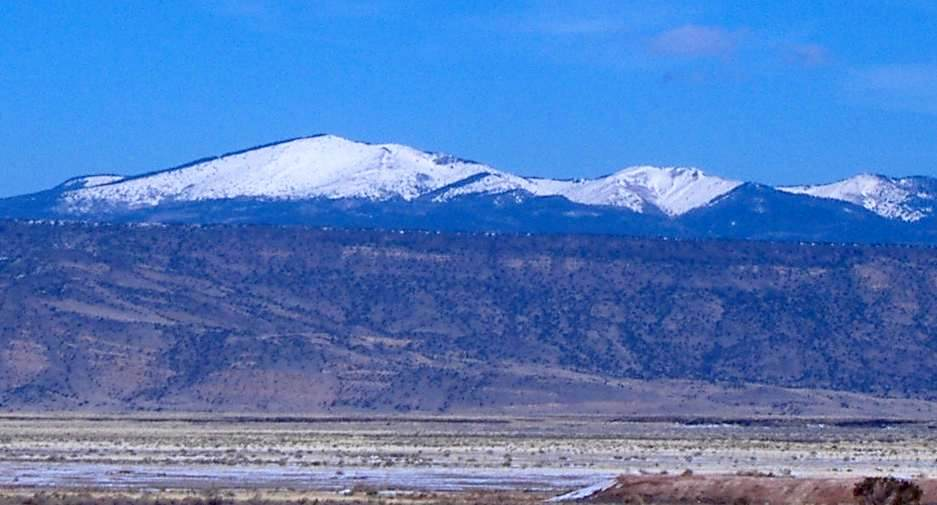
Mount Taylor
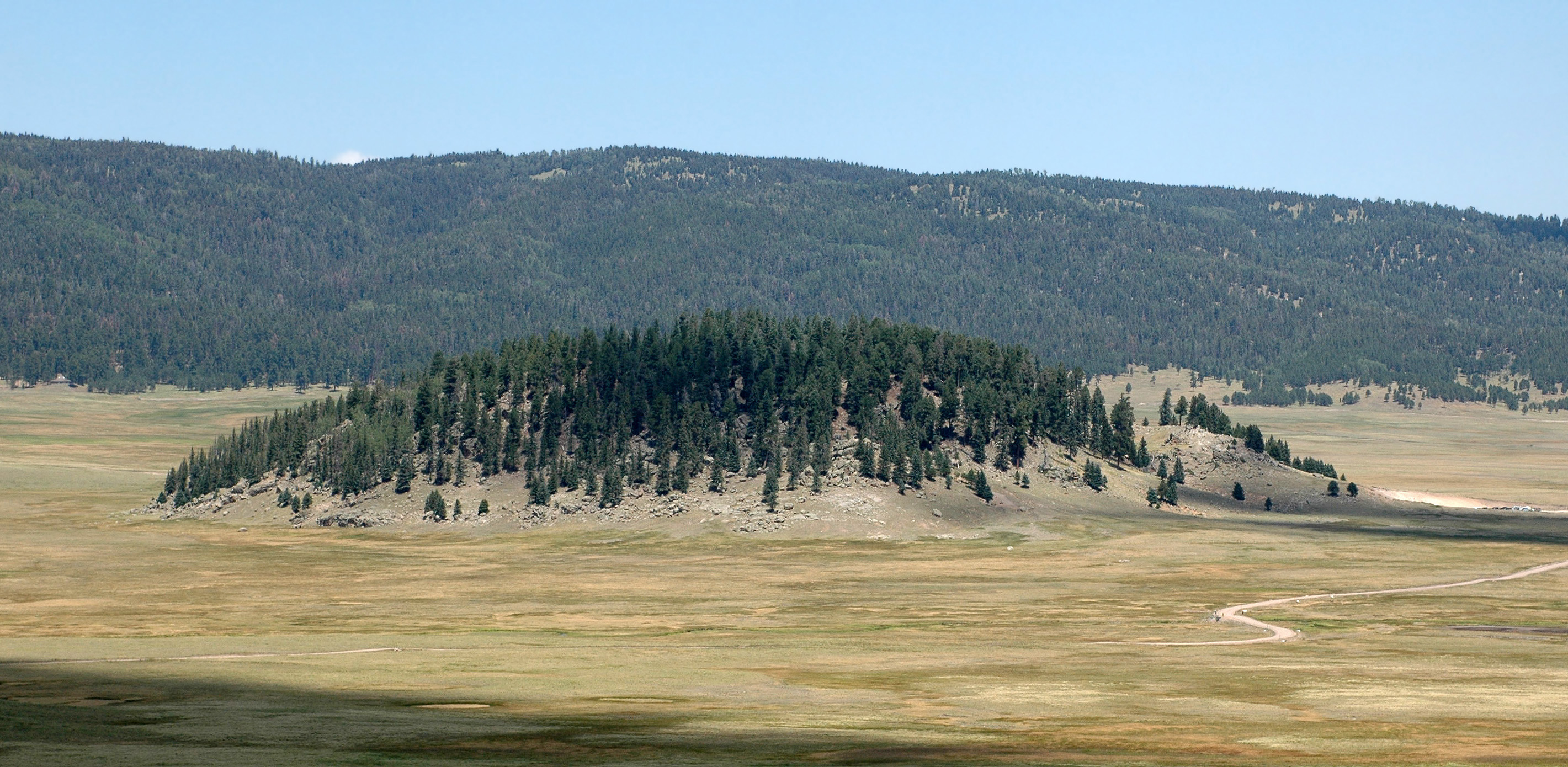
Valles
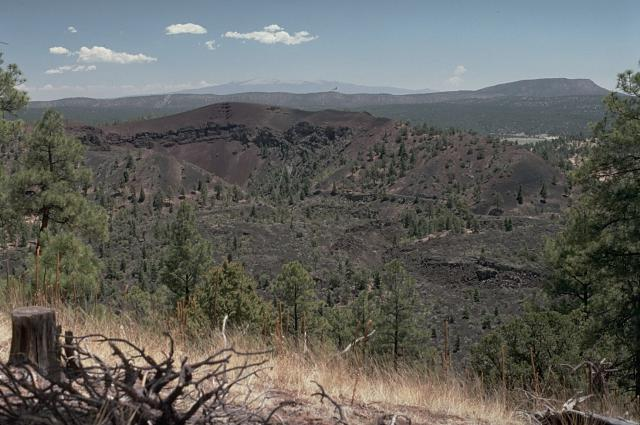
Zuni-Bandera

### Utah
| Název             | Typ sopky       | Výška (m) | Poslední erupce  | Souřadnice                        |
| ----------------- | --------------- | --------- | ---------------- | --------------------------------- |
| Bald Knoll        | Sypaný kužel    | 2 135     | Pleistocén       | 37°19′48″ s. š., 112°24′36″ z. d. |
| Black Rock Desert | Vulkanické pole | 1 800     | 1290 (± 150 let) | 38°58′12″ s. š., 112°30′ z. d.    |
| Markagunt         | Vulkanické pole | 2 840     | 1050             | 37°34′48″ s. š., 112°40′12″ z. d. |
| Santa Clara       | Vulkanické pole | 1 465     | Pleistocén       | 37°15′36″ s. š., 113°37′48″ z. d. |

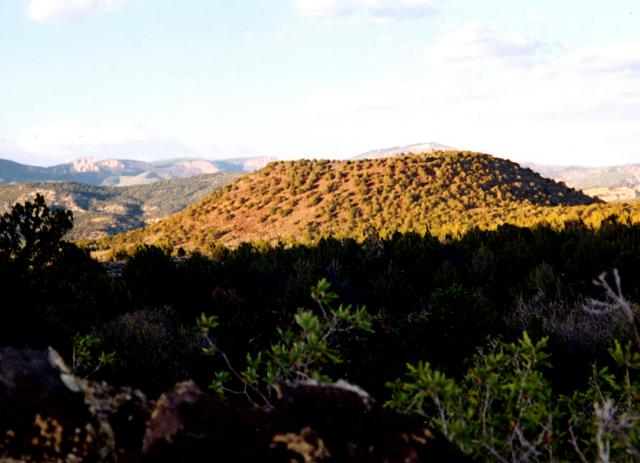
Bald Knoll
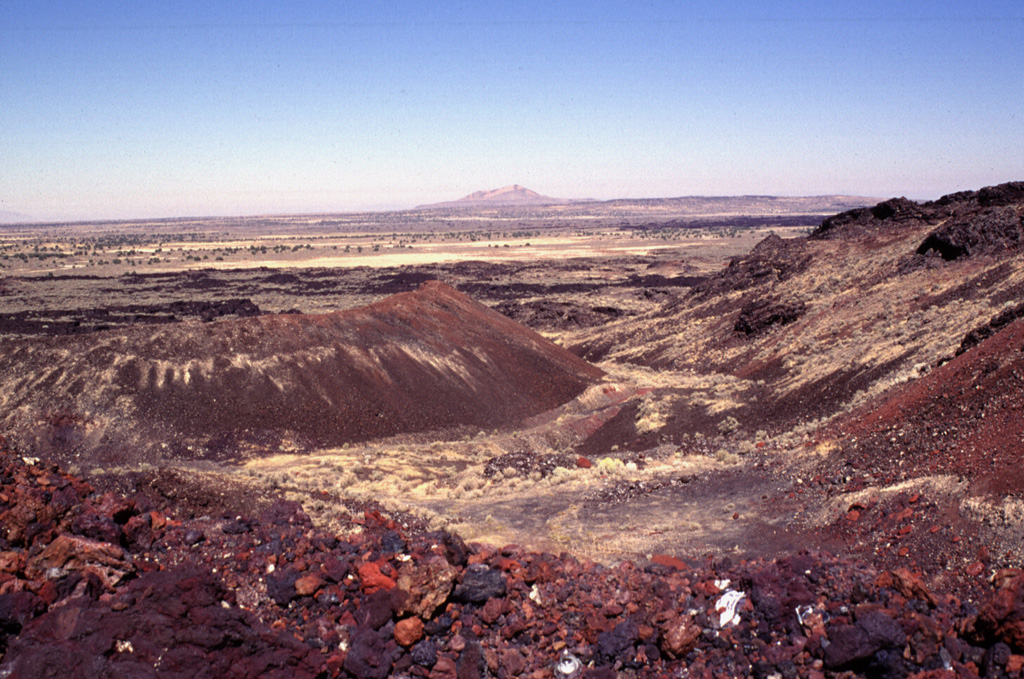
Black Rock Desert
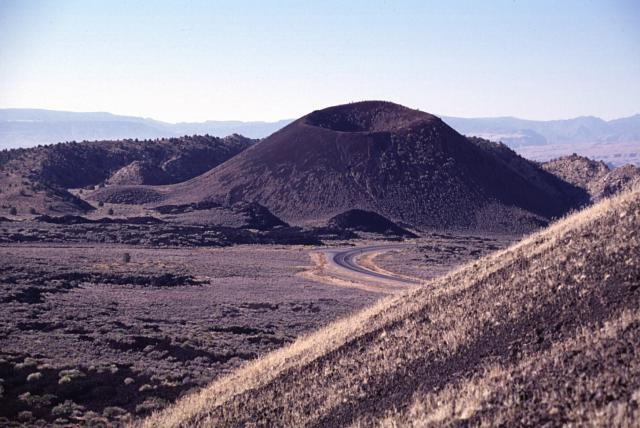
Santa Clara

## Kanada

### Britská Kolumbie
| Název                 | Typ sopky          | Výška (m) | Poslední erupce | Souřadnice                        |
| --------------------- | ------------------ | --------- | --------------- | --------------------------------- |
| Ash Mountain          | Tuya               | 2 123     | Pleistocén      | 59°16′ s. š., 130°30′ z. d.       |
| Black Tusk            | Stratovulkán       | 2 316     | Pleistocén      | 49°58′12″ s. š., 123°3′ z. d.     |
| Buck Hill             | Sypaný kužel       | 1 585     | Pleistocén      | 51°48′ s. š., 119°58′59″ z. d.    |
| Caribou Tuya          | Tuya               | 1 770     | Pleistocén      | 59°13′59″ s. š., 130°33′58″ z. d. |
| Castle Rock           | Skalní suk         | 1 862     | Pleistocén      | 57°50′24″ s. š., 130°12′30″ z. d. |
| Mount Cayley          | Stratovulkán       | 2 377     | Pleistocén      | 50°7′12″ s. š., 123°17′28″ z. d.  |
| Cinder Cone           | Sypaný kužel       | 1 845     | Pleistocén      | 49°58′12″ s. š., 123° z. d.       |
| Cinder Mountain       | Subglaciální sopka | 1 880     | Pleistocén      | 56°33′58″ s. š., 130°37′48″ z. d. |
| Cone Glacier          | Sypaný kužel       | 1 400     | Holocén         | 56°33′58″ s. š., 130°39′36″ z. d. |
| Cottonwood Peak       | ?                  | 1 640     | Pleistocén      | 59°24′ s. š., 130°15′ z. d.       |
| Cracker Creek Cone    | Sypaný kužel       | 1 320     | ?               | 59°42′ s. š., 133°17′24″ z. d.    |
| Crow Lagoon           | Sypaný kužel       | 335       | ?               | 54°42′ s. š., 130°13′59″ z. d.    |
| Dark Mountain         | Subglaciální sopka | 1 974     | Pleistocén      | 58°38′6″ s. š., 129°26′20″ z. d.  |
| Dome Mountain         | Subglaciální sopka | 2 031     | Pleistocén      | 58°27′18″ s. š., 129°38′10″ z. d. |
| Dragon Cone           | Sypaný kužel       | 1 830     | 5650 př. n. l.  | 52°15′ s. š., 120°0′58″ z. d.     |
| Dufferin Island       | Sypaný kužel       | 50        | Holocén         | 52°13′0″ s. š., 128°18′58″ z. d.  |
| Mount Edziza          | Stratovulkán       | 2 786     | ~950            | 57°43′0″ s. š., 130°37′59″ z. d.  |
| Fiftytwo Ridge        | Tuya               | 2 015     | Pleistocén      | 51°55′59″ s. š., 119°52′59″ z. d. |
| Flatiron              | Sypaný kužel       | 730       | Pleistocén      | 51°52′59″ s. š., 120°3′ z. d.     |
| Flourmill             | Sypaný kužel       | 1 495     | Holocén         | 52°3′ s. š., 120°18′58″ z. d.     |
| Gabrielse Cone        | Sypaný kužel       | 1 600     | Holocén         | 59°26′28″ s. š., 130°21′ z. d.    |
| Gage Hill             | Tuya               | 1 090     | Pleistocén      | 52°3′ s. š., 120°0′58″ z. d.      |
| Mount Garibaldi       | Statovulkán        | 1 090     | 8060 př. n. l.  | 49°51′ s. š., 123° z. d.          |
| Glacier Pikes         | Lávový dóm         | 2 073     | Pleistocén      | 49°52′59″ s. š., 122°51′ z. d.    |
| Heart Peaks           | Štítová sopka      | 2 012     | ?               | 58°36′ s. š., 131°57′36″ z. d.    |
| Helmet Peak           | Sypaný kužel       | 335       | Holocén         | 52°21′ s. š., 128°21′ z. d.       |
| Holte Creek           | Sypaný kužel       | 1 646     | ?               | 52°27′58″ s. š., 124°46′59″ z. d. |
| Hoodoo Mountain       | Subglaciální sopka | 1 850     | 7050 př. n. l.  | 56°46′59″ s. š., 131°16′59″ z. d. |
| Hyalo Ridge           | Tuya               | 2 012     | Pleistocén      | 52°6′58″ s. š., 120°21′36″ z. d.  |
| Ida Ridge             | Sypaný kužel       | 1 981     | Pleistocén      | 51°48′ s. š., 119°55′59″ z. d.    |
| Iskut River Cone      | Sypaný kužel       | 914       | ~640            | 56°42′58″ s. š., 130°36′ z. d.    |
| Itcha Range           | Štítová sopka      | 2 370     | Pleistocén      | 52°42′21″ s. š., 124°51′ z. d.    |
| Jack's Jump           | Subglaciální sopka | 1 895     | Pleistocén      | 52°6′58″ s. š., 120°3′ z. d.      |
| Mount Josephine       | Subglaciální sopka | 1 717     | Pleistocén      | 59°3′58″ s. š., 130°42′ z. d.     |
| King Creek            | Subglaciální sopka | 1 070     | Pleistocén      | 56°30′ s. š., 130°39′36″ z. d.    |
| Kitasu Hill           | Sypaný kužel       | 250       | Holocén         | 52°30′ s. š., 128°43′48″ z. d.    |
| Klinkit Creek Peak    | Tuya               | 1 520     | Pleistocén      | 59°27′36″ s. š., 131°16′59″ z. d. |
| Kostal Cone           | Sypaný kužel       | 1 440     | 1550            | 52°9′36″ s. š., 119°55′48″ z. d.  |
| Lava Fork             | Sypaný kužel       | 1 330     | 1800            | 56°24′58″ s. š., 130°51′36″ z. d. |
| Level Mountain        | Štítová sopka      | 2 190     | ?               | 58°24′58″ s. š., 131°21′ z. d.    |
| McLeod Hill           | Tuya               | 1 250     | Pleistocén      | 52°0′58″ s. š., 120°0′58″ z. d.   |
| Mount Meager          | ?                  | 2 680     | ~410            | 50°37′59″ s. š., 123°30′ z. d.    |
| Mosquito Mound        | Tuya               | 1 065     | Pleistocén      | 52°0′58″ s. š., 120°10′59″ z. d.  |
| Nazko Cone            | Sypaný kužel       | 1 230     | 5220 př. n. l.  | 52°54′ s. š., 123°43′59″ z. d.    |
| Pillow Creek          | Subglaciální sopka | 1 829     | Pleistocén      | 52°0′58″ s. š., 119°49′59″ z. d.  |
| Pointed Stick         | Sypaný kužel       | 1 820     | Holocén         | 52°13′59″ s. š., 120°4′48″ z. d.  |
| Price Island          | Sypaný kužel       | 40        | Holocén         | 52°25′59″ s. š., 128°3′58″ z. d.  |
| Mount Price           | Stratovulkán       | 2 042     | Holocén         | 49°55′12″ s. š., 123°1′48″ z. d.  |
| Pyramid Mountain      | Subglaciální sopka | 1 095     | Pleistocén      | 51°59′0″ s. š., 120°6′ z. d.      |
| Ray Mountain          | Subglaciální sopka | 2 050     | Pleistocén      | 52°13′59″ s. š., 120°6′58″ z. d.  |
| Ruby Mountain         | Sypaný kužel       | 1 880     | 1898 (?)        | 59°42′ s. š., 133°22′48″ z. d.    |
| Salal Glacier         | ?                  | 2 400     | Pleistocén      | 50°46′59″ s. š., 123°22′59″ z. d. |
| Satah Mountain        | Sypaný kužel       | 1 921     | ?               | 52°27′58″ s. š., 124°42′ z. d.    |
| Second Canyon Cone    | Sypaný kužel       | 300       | Holocén         | 56°24′58″ s. š., 130°42′58″ z. d. |
| Sham Hill             | Skalní suk         | 1 900     | Pleistocén      | 50°54′ s. š., 123°30′58″ z. d.    |
| Silverthrone Mountain | Kaldera            | 3 160     | Holocén         | 51°25′59″ s. š., 126°18′ z. d.    |
| Snippaker Creek Cone  | Sypaný kužel       | 762       | Holocén         | 56°37′59″ s. š., 130°51′36″ z. d. |
| Southern Tuya         | Tuya               | 1 870     | Pleistocén      | 59°12′58″ s. š., 130°30′ z. d.    |
| Spanish Bonk          | Skalní suk         | 1 770     | Pleistocén      | 52°7′59″ s. š., 120°21′58″ z. d.  |
| Spanish Lake          | Sypaný kužel       | 1 770     | Holocén         | 52°3′58″ s. š., 120°18′58″ z. d.  |
| Spanish Mump          | Subglaciální sopka | 1 800     | Pleistocén      | 52°9′58″ s. š., 120°19′59″ z. d.  |
| Spectrum Range        | Štítová sopka      | 2 430     | ?               | 57°25′59″ s. š., 130°40′59″ z. d. |
| Sphinx Moraine        | Subglaciální sopka | 1 525     | Pleistocén      | 49°55′59″ s. š., 122°51′ z. d.    |
| The Table             | Tuya               | 1 645     | ?               | 49°54′ s. š., 123°1′12″ z. d.     |
| The Thumb             | Skalní suk         | 1 854     | Pleistocén      | 56°9′47″ s. š., 126°44′46″ z. d.  |
| Tom MacKay Creek      | Subglaciální sopka | 910       | Pleistocén      | 56°42′58″ s. š., 130°33′58″ z. d. |
| Toozaza Peak          | Tuya               | 1 700     | Pleistocén      | 59°30′ s. š., 130°18′ z. d.       |
| Tseax Cone            | Sypaný kužel       | 609       | ~1690           | 55°6′58″ s. š., 128°54′ z. d.     |
| Tuber Hill            | Stratovulkán       | 2 500     | Holocén         | 50°55′59″ s. š., 123°25′59″ z. d. |
| Tuya Butte            | Tuya               | 1 670     | Pleistocén      | 59°7′59″ s. š., 130°33′ z. d.     |
| Volcanic Creek Cone   | Sypaný kužel       | 1 600     | Holocén         | 59°45′ s. š., 133°27′ z. d.       |
| White Creek           | Sypaný kužel       | 1 707     | ?               | 52°33′ s. š., 124°49′59″ z. d.    |
| White Horse Bluff     | Podmořská sopka    | 775       | Pleistocén      | 51°54′ s. š., 120°6′58″ z. d.     |

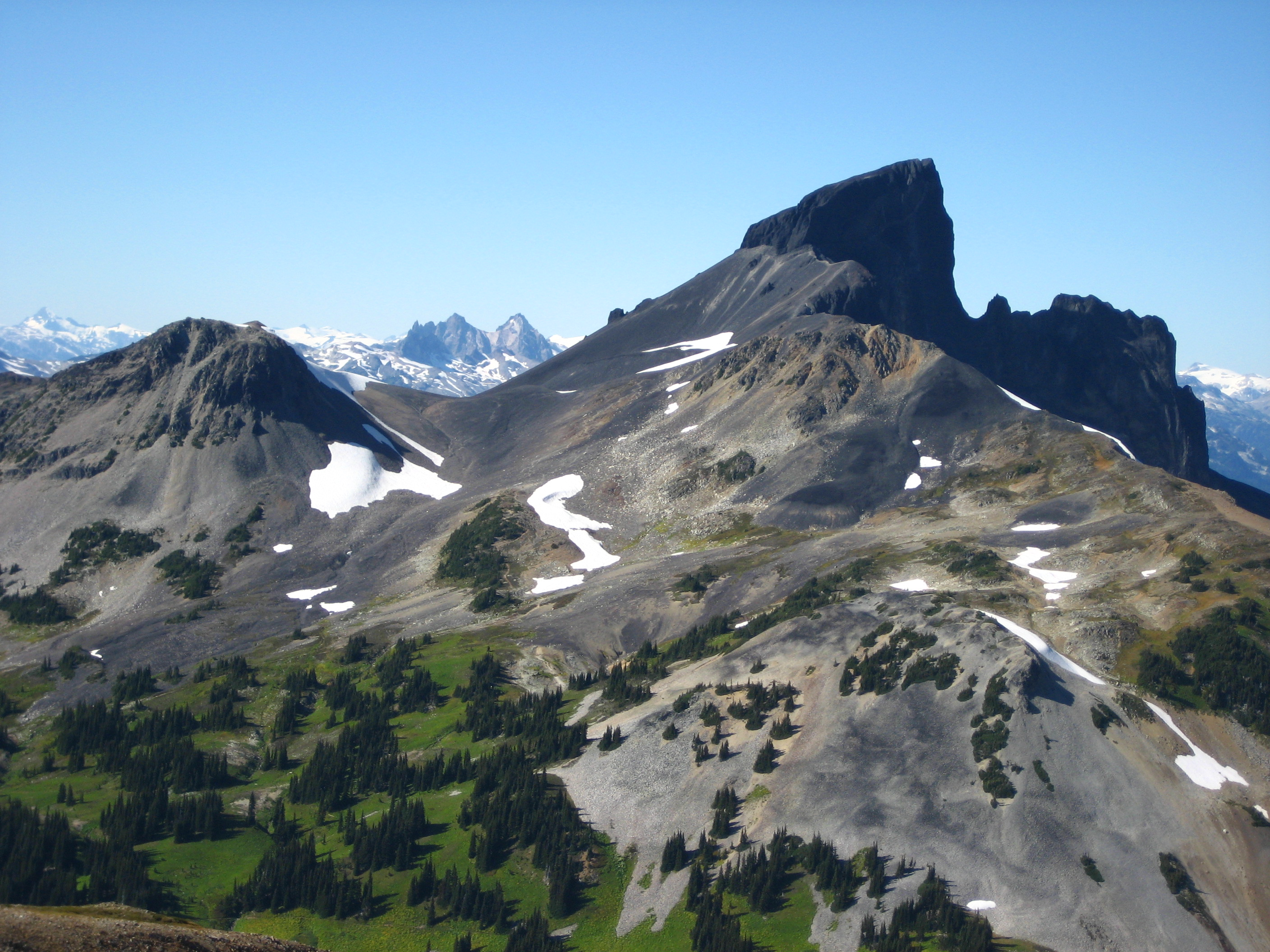
Black Tusk
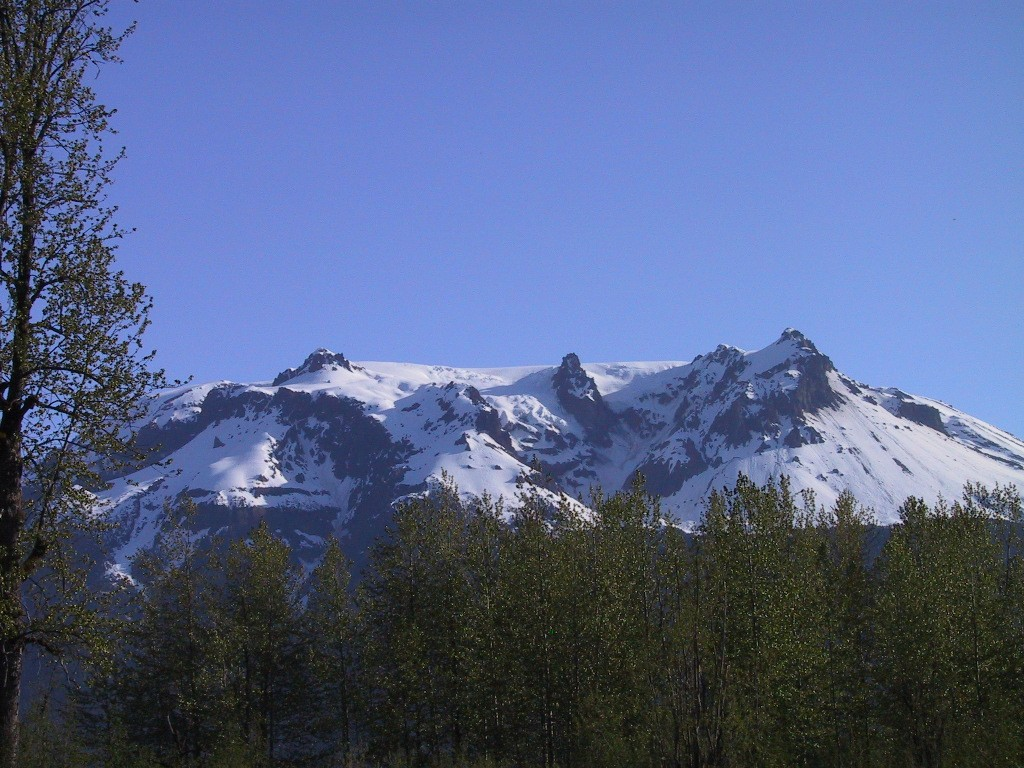
Hoodoo Mountain
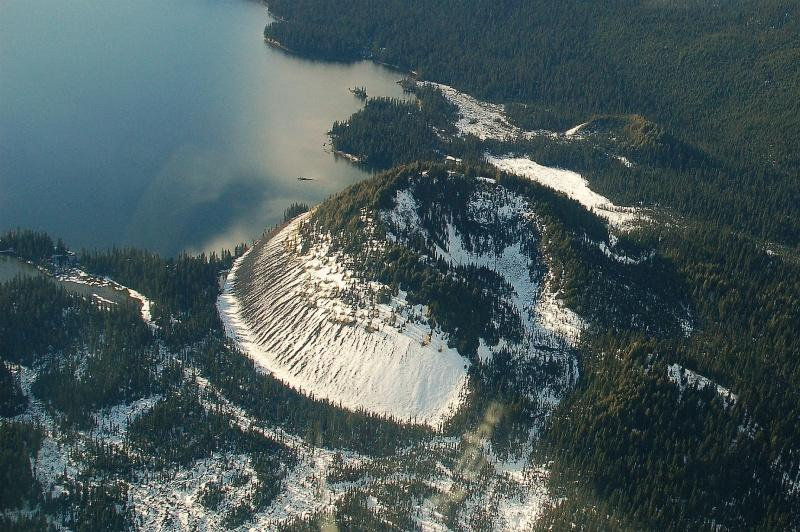
Kostal Cone
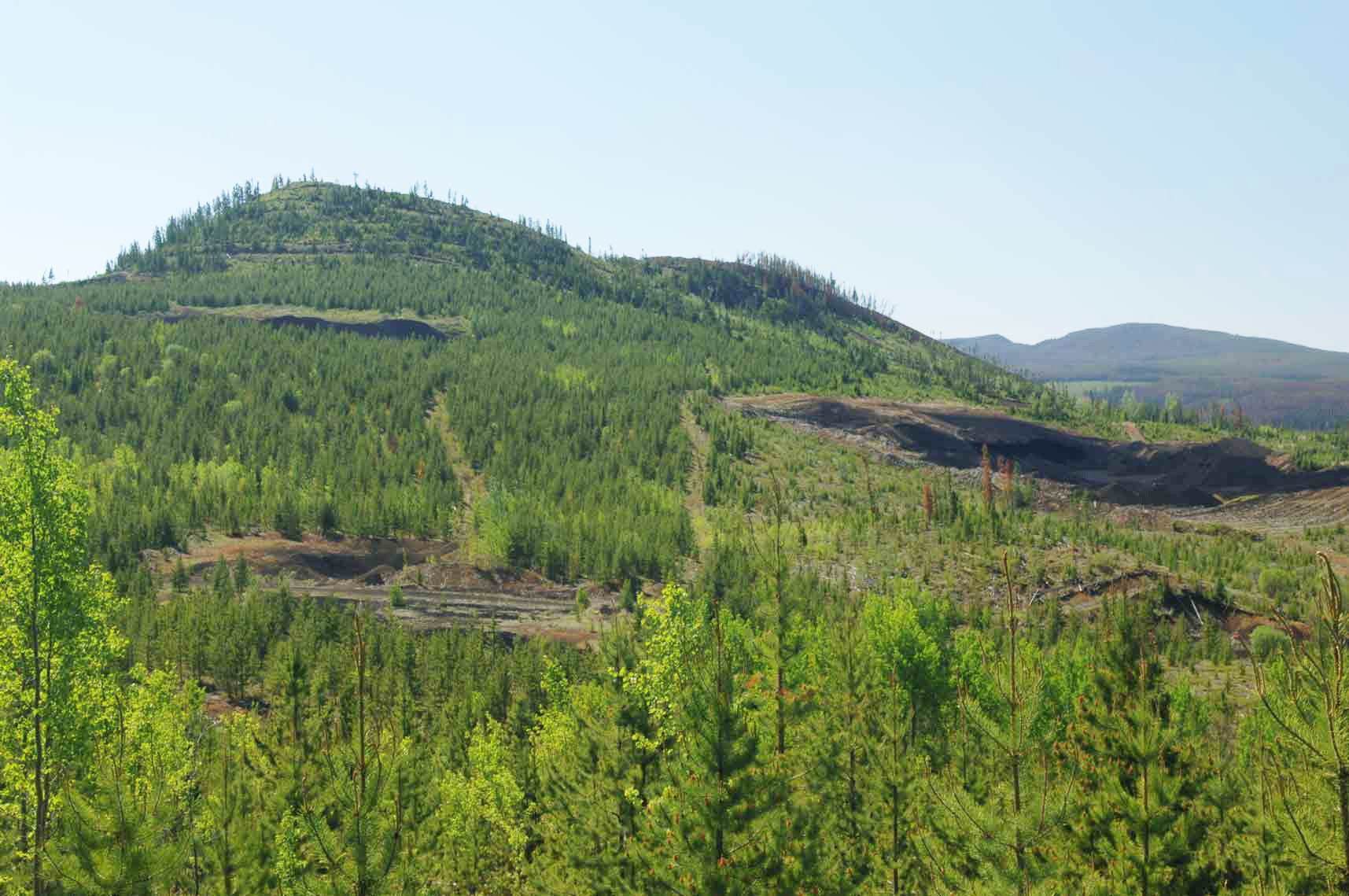
Nazko Cone
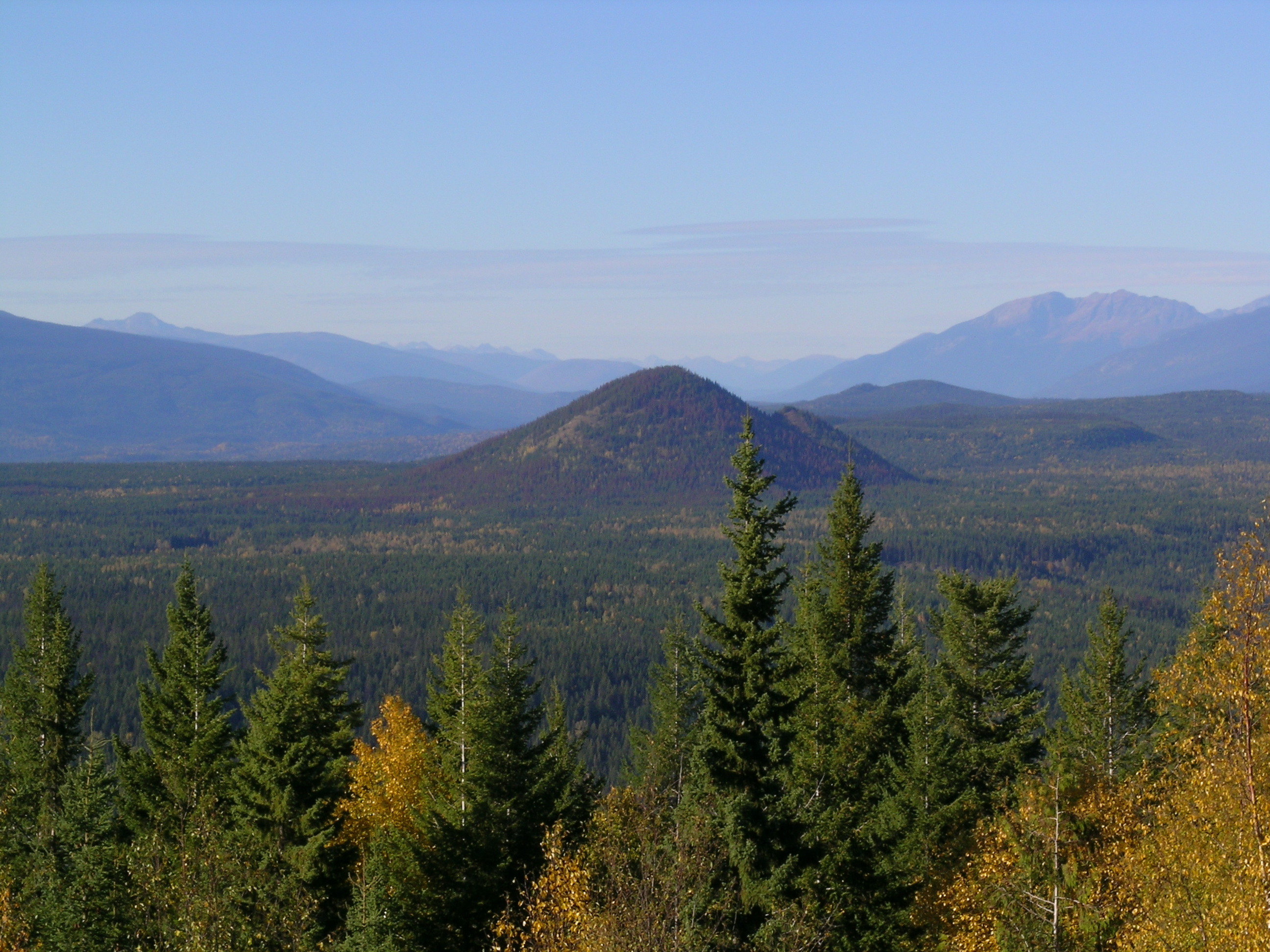
Pyramid Mountain
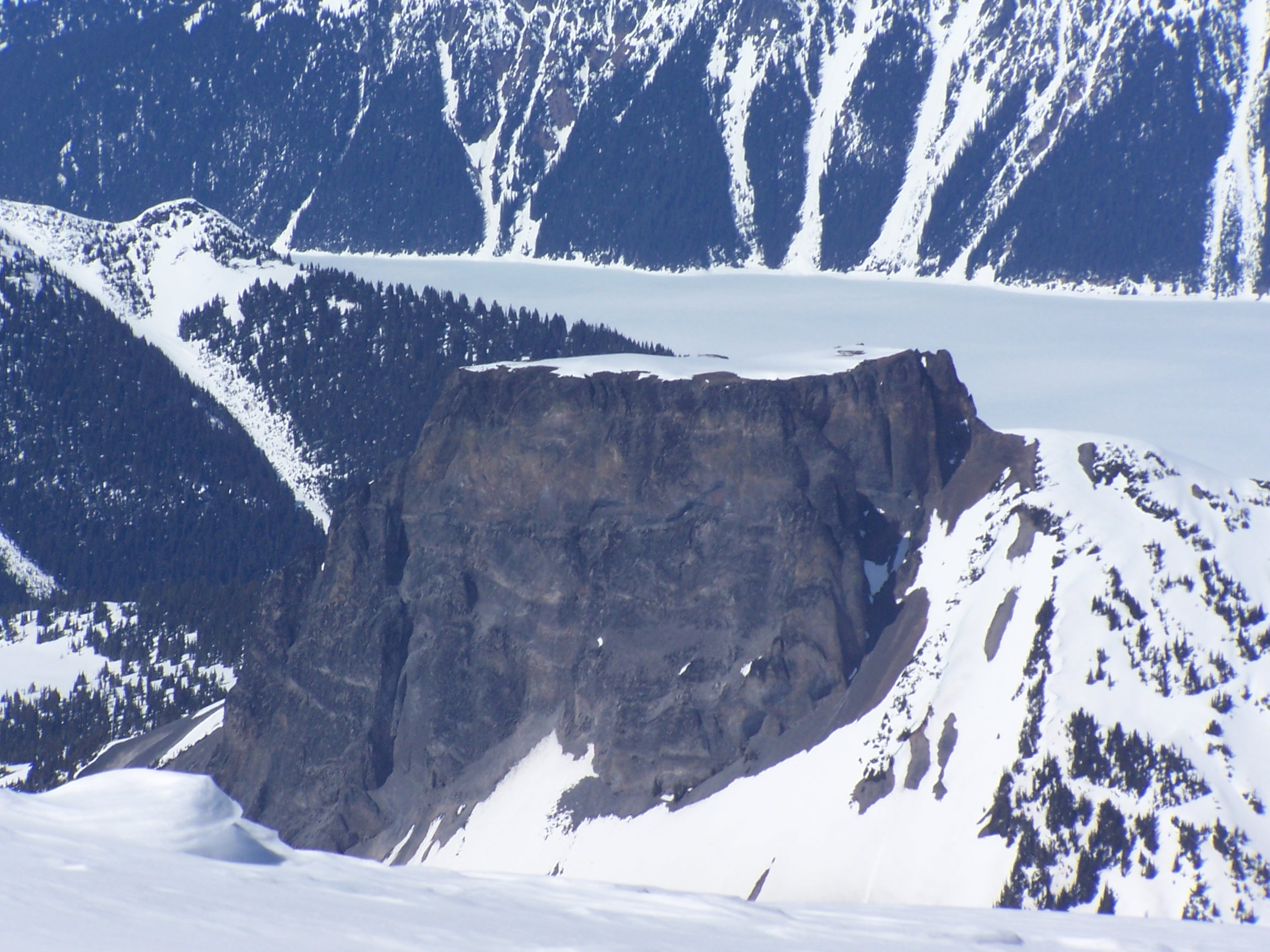
The Table

### Yukon
| Název            | Typ sopky       | Výška (m) | Poslední erupce | Souřadnice                        |
| ---------------- | --------------- | --------- | --------------- | --------------------------------- |
| ?                | Vulkanické pole | 2 217     | Holocén         | 60°24′58″ s. š., 135°24′58″ z. d. |
| Ne Ch'e Ddhawa   | Sypaný kužel    | 712       | Pleistocén      | 62°45′ s. š., 137°15′58″ z. d.    |
| Volcano Mountain | Sypaný kužel    | 1 239     | ?               | 62°51′ s. š., 137°22′59″ z. d.    |